# Linzer Lokalbahn

Logo der Linzer Lokalbahn

Die Linzer Lokalbahn (LILO) umfasst drei regelspurige, eingleisige Bahnstrecken in Oberösterreich. Ursprünglich umfasste sie nur die 1912 errichtete Strecke von der Landeshauptstadt Linz über die Bezirksstadt Eferding nach Waizenkirchen. Die seit 1908 bestehende Strecke von Neumarkt (an der Strecke Wels–Passau) nach Waizenkirchen samt Zweigstrecke Niederspaching–Peuerbach wurde 1998 der Linzer Lokalbahn angegliedert. Die Linzer Lokalbahn ist mit 1,6 Millionen Fahrgästen jährlich (Stand 2011) die bedeutendste der von Stern & Hafferl betriebenen Bahnen. Die Linzer Lokalbahn erschließt das landwirtschaftlich und touristisch bedeutende Gebiet westlich der Stadt Linz an der Donau.
Seit 11. Dezember 2016 wird die Linzer Lokalbahn im Abschnitt Linz–Eferding von der Linie S 5 der S-Bahn Oberösterreich bedient.
| Staat: | Österreich                              |                                         |                                         |
| Bundesland: | Oberösterreich                          |                                         |                                         |
| Streckendaten |                                         |                                         |                                         |
| |                                         |                                         |                                         |
| Kursbuchstrecke (ÖBB): | 143                                     |                                         |                                         |
| Streckenlänge: | 58,893 km                               |                                         |                                         |
| Spurweite: | 1435 mm (Normalspur)                    |                                         |                                         |
| Streckenklasse: | C4 (Linz – Eferding, AB Leitl = C2)     |                                         |                                         |
| Stromsystem: | 750 V =                                 |                                         |                                         |
| Stromsystem: | ab Linz Hbf ca. 3 km: 15 kV / 16,7 Hz ~ |                                         |                                         |
| Maximale Neigung: | 27 ‰                                    |                                         |                                         |
| Minimaler Radius: | 80/150 m                                |                                         |                                         |
| Streckengeschwindigkeit: | 70 km/h                                 |                                         |                                         |
| |                                         |                                         |                                         |
| Inbetriebnahme: | 1908/1912                               |                                         |                                         |
| Ausbau: | eingleisig                              |                                         |                                         |
| Art der Bahn: | Lokalbahn                               |                                         |                                         |
| Betreiber: | Stern & Hafferl Verkehrs-GmbH           |                                         |                                         |
| \| \| \| Summerauer Bahn von České Budějovice \| \| \| \| \| Westbahn von Wien \| \| \| \| 0,0 \| Linz Hbf \| 264 m ü. A. \| \| \| \| Linzer Westbrücke \| \| \| \| \| Pyhrnbahn nach Selzthal \| \| \| \| \| Westbahn nach Salzburg \| \| \| \| 1,8 \| Untergaumberg \| 266 m ü. A. \| \| \| \| \| \| \| \| 2,6 \| Gaumberg aufgelassen 2006 \| Gaumberg aufgelassen 2006 \| \| \| 4,0 \| Leonding Lokalbahn \| 274 m ü. A. \| \| \| 4,7 \| Straßfeld \| 276 m ü. A. \| \| \| 5,1 \| Bergham \| 276 m ü. A. \| \| \| 5,8 \| Am Dürrweg \| 287 m ü. A. \| \| \| 6,1 \| Rufling \| 293 m ü. A. \| \| \| 6,9 \| Rufling West 2013 aufgelassen \| 293 m ü. A. \| \| \| 7,8 \| Dörnbach \| Dörnbach \| \| \| 8,0 \| Dörnbach-Hitzing \| 320 m ü. A. \| \| \| 9,3 \| Thurnharting \| 347 m ü. A. \| \| \| 11,1 \| Kirchberg-Thürnau \| 315 m ü. A. \| \| \| 12,8 \| Straßham-Schönering \| 285 m ü. A. \| \| \| \| \| \| \| \| 14,1 \| Wehrgasse \| 270 m ü. A. \| \| \| 15,6 \| Alkoven \| 268 m ü. A. \| \| \| 16,5 \| Alkoven Schule \| 266 m ü. A. \| \| \| \| \| \| \| \| 18,2 \| Straß-Emling \| 268 m ü. A. \| \| \| 19,8 \| Emling \| Emling \| \| \| 20,2 \| Raffelding 1945 aufgelassen \| Raffelding 1945 aufgelassen \| \| \| 21,5 \| Fraham \| 268 m ü. A. \| \| \| \| Innbach \| \| \| \| 22,6 \| Unterhillinglah \| 270 m ü. A. \| \| \| 23,5 \| Hörstorf (Ladestelle, 1995 aufgelassen) \| Hörstorf (Ladestelle, 1995 aufgelassen) \| \| \| 23,8 \| Eferding Gewerbegebiet \| 270 m ü. A. \| \| \| \| Aschacher Bahn von Aschach \| \| \| \| 24,3 \| Eferding Bf \| 271 m ü. A. \| \| \| \| Aschacher Bahn nach Haiding \| \| \| \| 25,6 \| Anschlussgleis Leitl \| Anschlussgleis Leitl \| \| \| 27,1 \| Sperneck \| 299 m ü. A. \| \| \| 28,4 \| Wackersbach \| 324 m ü. A. \| \| \| 29,5 \| Kirnberg \| 350 m ü. A. \| \| \| 30,9 \| Gstocket \| 376 m ü. A. \| \| \| 32,0 \| Gschnarret \| Gschnarret \| \| \| 33,5 \| Prattsdorf-Dachsberg \| 377 m ü. A. \| \| \| 36,1 \| Prambachkirchen-Bad Weinberg \| 369 m ü. A. \| \| \| 38,1 \| Manzing-Prambach \| 363 m ü. A. \| \| \| 40,2 \| Schurrer-Prambach \| 364 m ü. A. \| \| \| 41,7 \| Hochscharten \| 356 m ü. A. \| \| \| 42,312,6 \| Waizenkirchen \| 358 m ü. A. \| \| \| \| Aschach \| \| \| \| 10,9 \| Willersdorf an der Aschach \| 362 m ü. A. \| \| \| 9,20,0 \| Niederspaching \| 365 m ü. A. \| \| \| \| \| \| \| \| 3,6 \| Peuerbach \| 381 m ü. A. \| \| \| \| \| \| \| \| \| Faule Aschach \| \| \| \| 7,6 \| Itzling \| 371 m ü. A. \| \| \| 6,8 \| Stefansdorf \| 372 m ü. A. \| \| \| \| Eibach \| \| \| \| 5,0 \| Prambeckenhof \| 372 m ü. A. \| \| \| 3,6 \| Pötting \| 378 m ü. A. \| \| \| 2,7 \| Oberaschach \| 381 m ü. A. \| \| \| 2,2 \| Straßhof an der Aschach \| 380 m ü. A. \| \| \| 1,0 \| Kledt seit 2013 \| Kledt seit 2013 \| \| \| \| Passauer Bahn von Wels \| \| \| \| \| B 137 \| \| \| \| \| \| \| \| \| 0,0 \| Neumarkt-Kallham \| 387 m ü. A. \| \| \| \| \| \| \| \| \| Passauer Bahn nach Passau \| \| \| \| \| Innviertelbahn nach Ried im Innkreis \| \| |                                         |                                         |                                         |
| Strecke |                                         | Summerauer Bahn von České Budějovice    | Summerauer Bahn von České Budějovice    |
| Abzweig geradeaus und von links |                                         | Westbahn von Wien                       | Westbahn von Wien                       |
| Bahnhof | 0,0                                     | Linz Hbf                                | 264 m ü. A.                             |
| Strecke mit Straßenbrücke |                                         | Linzer Westbrücke                       | Linzer Westbrücke                       |
| Abzweig geradeaus und nach links |                                         | Pyhrnbahn nach Selzthal                 | Pyhrnbahn nach Selzthal                 |
| Abzweig geradeaus und nach links |                                         | Westbahn nach Salzburg                  | Westbahn nach Salzburg                  |
| Haltepunkt / Haltestelle | 1,8                                     | Untergaumberg                           | 266 m ü. A.                             |
| Brücke |                                         |                                         |                                         |
| ehemaliger Haltepunkt / Haltestelle | 2,6                                     | Gaumberg aufgelassen 2006               | Gaumberg aufgelassen 2006               |
| Haltepunkt / Haltestelle | 4,0                                     | Leonding Lokalbahn                      | 274 m ü. A.                             |
| Haltepunkt / Haltestelle | 4,7                                     | Straßfeld                               | 276 m ü. A.                             |
| Bahnhof | 5,1                                     | Bergham                                 | 276 m ü. A.                             |
| Haltepunkt / Haltestelle | 5,8                                     | Am Dürrweg                              | 287 m ü. A.                             |
| Haltepunkt / Haltestelle | 6,1                                     | Rufling                                 | 293 m ü. A.                             |
| ehemaliger Haltepunkt / Haltestelle | 6,9                                     | Rufling West 2013 aufgelassen           | 293 m ü. A.                             |
| Dienststation / Betriebs- oder Güterbahnhof | 7,8                                     | Dörnbach                                | Dörnbach                                |
| Haltepunkt / Haltestelle | 8,0                                     | Dörnbach-Hitzing                        | 320 m ü. A.                             |
| Haltepunkt / Haltestelle | 9,3                                     | Thurnharting                            | 347 m ü. A.                             |
| Bahnhof | 11,1                                    | Kirchberg-Thürnau                       | 315 m ü. A.                             |
| Haltepunkt / Haltestelle | 12,8                                    | Straßham-Schönering                     | 285 m ü. A.                             |
| Brücke |                                         |                                         |                                         |
| Haltepunkt / Haltestelle | 14,1                                    | Wehrgasse                               | 270 m ü. A.                             |
| Bahnhof | 15,6                                    | Alkoven                                 | 268 m ü. A.                             |
| Haltepunkt / Haltestelle | 16,5                                    | Alkoven Schule                          | 266 m ü. A.                             |
| Strecke mit Straßenbrücke |                                         |                                         |                                         |
| Haltepunkt / Haltestelle | 18,2                                    | Straß-Emling                            | 268 m ü. A.                             |
| Dienststation / Betriebs- oder Güterbahnhof | 19,8                                    | Emling                                  | Emling                                  |
| ehemaliger Haltepunkt / Haltestelle | 20,2                                    | Raffelding 1945 aufgelassen             | Raffelding 1945 aufgelassen             |
| Haltepunkt / Haltestelle | 21,5                                    | Fraham                                  | 268 m ü. A.                             |
| Brücke über Wasserlauf |                                         | Innbach                                 | Innbach                                 |
| Haltepunkt / Haltestelle | 22,6                                    | Unterhillinglah                         | 270 m ü. A.                             |
| ehemaliger Dienststation / Betriebs- oder Güterbahnhof | 23,5                                    | Hörstorf (Ladestelle, 1995 aufgelassen) | Hörstorf (Ladestelle, 1995 aufgelassen) |
| Haltepunkt / Haltestelle | 23,8                                    | Eferding Gewerbegebiet                  | 270 m ü. A.                             |
| Abzweig geradeaus und von rechts |                                         | Aschacher Bahn von Aschach              | Aschacher Bahn von Aschach              |
| Bahnhof | 24,3                                    | Eferding Bf                             | 271 m ü. A.                             |
| Abzweig geradeaus und nach links |                                         | Aschacher Bahn nach Haiding             | Aschacher Bahn nach Haiding             |
| Abzweig geradeaus und nach rechts | 25,6                                    | Anschlussgleis Leitl                    | Anschlussgleis Leitl                    |
| Haltepunkt / Haltestelle | 27,1                                    | Sperneck                                | 299 m ü. A.                             |
| Haltepunkt / Haltestelle | 28,4                                    | Wackersbach                             | 324 m ü. A.                             |
| Haltepunkt / Haltestelle | 29,5                                    | Kirnberg                                | 350 m ü. A.                             |
| Haltepunkt / Haltestelle | 30,9                                    | Gstocket                                | 376 m ü. A.                             |
| Haltepunkt / Haltestelle | 32,0                                    | Gschnarret                              | Gschnarret                              |
| Bahnhof | 33,5                                    | Prattsdorf-Dachsberg                    | 377 m ü. A.                             |
| Bahnhof | 36,1                                    | Prambachkirchen-Bad Weinberg            | 369 m ü. A.                             |
| Haltepunkt / Haltestelle | 38,1                                    | Manzing-Prambach                        | 363 m ü. A.                             |
| Haltepunkt / Haltestelle | 40,2                                    | Schurrer-Prambach                       | 364 m ü. A.                             |
| Haltepunkt / Haltestelle | 41,7                                    | Hochscharten                            | 356 m ü. A.                             |
| Bahnhof | 42,312,6                                | Waizenkirchen                           | 358 m ü. A.                             |
| Brücke über Wasserlauf |                                         | Aschach                                 | Aschach                                 |
| Haltepunkt / Haltestelle | 10,9                                    | Willersdorf an der Aschach              | 362 m ü. A.                             |
| Haltepunkt / Haltestelle | 9,20,0                                  | Niederspaching                          | 365 m ü. A.                             |
| Verschwenkung von links · Verschwenkung von rechts |                                         |                                         |                                         |
| Kopfbahnhof Streckenende · Strecke | 3,6                                     | Peuerbach                               | 381 m ü. A.                             |
| Verschwenkung nach rechts |                                         |                                         |                                         |
| Brücke über Wasserlauf |                                         | Faule Aschach                           | Faule Aschach                           |
| Haltepunkt / Haltestelle | 7,6                                     | Itzling                                 | 371 m ü. A.                             |
| Haltepunkt / Haltestelle | 6,8                                     | Stefansdorf                             | 372 m ü. A.                             |
| Brücke über Wasserlauf |                                         | Eibach                                  | Eibach                                  |
| Haltepunkt / Haltestelle | 5,0                                     | Prambeckenhof                           | 372 m ü. A.                             |
| Haltepunkt / Haltestelle | 3,6                                     | Pötting                                 | 378 m ü. A.                             |
| Haltepunkt / Haltestelle | 2,7                                     | Oberaschach                             | 381 m ü. A.                             |
| Haltepunkt / Haltestelle | 2,2                                     | Straßhof an der Aschach                 | 380 m ü. A.                             |
| Haltepunkt / Haltestelle | 1,0                                     | Kledt seit 2013                         | Kledt seit 2013                         |
| |                                         | Passauer Bahn von Wels                  |                                         |
| |                                         | B 137                                   |                                         |
| Strecke Tunnelanfang |                                         |                                         |                                         |
| Kopfbahnhof Streckenende | 0,0                                     | Neumarkt-Kallham                        | 387 m ü. A.                             |
| |                                         |                                         |                                         |
| Abzweig geradeaus und nach rechts |                                         | Passauer Bahn nach Passau               | Passauer Bahn nach Passau               |
| Strecke nach links |                                         | Innviertelbahn nach Ried im Innkreis    | Innviertelbahn nach Ried im Innkreis    |

## Geschichte

### Anfänge

Mathias Poche – Mitglied des Aktionskomitees

Ernst Jäger – Mitglied des Aktionskomitees

Eines der frühesten Bahnprojekte nach Errichtung der wichtigsten Hauptstrecken in Oberösterreich hatte zum Ziel, die Regionen Eferding, Aschach, Waizenkirchen und Peuerbach mit der oberösterreichischen Landeshauptstadt Linz zu verbinden. Bereits Anfang der 1880er Jahre gab es Bestrebungen, eine solche Lokalbahn zu bauen. Nach Eröffnung der Westbahn folgten rasch weitere Planungen für von Wels ausgehende Lokalbahnen. Die Strecke Wels – Haiding – Aschach an der Donau wurde bereits am 20. August 1886 fertiggestellt. Die Betriebsführung dieser Bahn oblag der Firma Stern & Hafferl aus Gmunden. Diese Lokalbahn zweigte von der Staatsbahn nach Passau bei der Station Haiding ab und verband das fruchtbare Eferdinger Becken und den Aschachwinkel mit dem österreichischen Staatsbahnnetz und der Stadt Wels.
Wegen dieser bereits vorhandenen Lokalbahn und Unstimmigkeiten zwischen Wels und Linz konnte das Projekt jahrelang nicht verwirklicht werden. Deshalb wurde ein Aktionskomitee unter dem Vorsitz des kaiserlichen Rats Mathias Poche gebildet. 24 weitere namhafte Persönlichkeiten, darunter auch der Linzer Bürgermeister und der Landeshauptmann-Stellvertreter, gehörten dem Komitee an, das sich zur Aufgabe stellte, eine Bahnverbindung zwischen der Landeshauptstadt Linz und Eferding herzustellen. Als Option wurde eine Verlängerung der Bahn nach Waizenkirchen und eventuell bis Neumarkt im Hausruckkreis mit einer Abzweigung nach Peuerbach ins Auge gefasst.
Nach vehementem Widerstand der Stadt Wels legte das Aktionskomitee einen Alternativplan vor, der eine von der Station Eferding abzweigende Lokalbahn über Haiding (bei Aschach) nach Aschach an der Donau in die eine Richtung und über Waizenkirchen nach Peuerbach in die andere Richtung vorsah – dagegen gab es keine Einwände. Am 6. und 7. Juli 1900 tagte das Trassenrevision- und Stations-Comitee über dieses Projekt, und, obwohl die Vertreter der Städte Wels und Linz dem Projekt zustimmten, scheiterte die Verwirklichung am Veto der Welser Lokalbahngesellschaft. Vertreter von Waizenkirchen fassten daraufhin den Plan, eine von Eferding unabhängige Bahnverbindung zwischen Waizenkirchen und Neumarkt-Kallham entlang der Staatsbahnlinie Wels–Passau mit einer Abzweigung nach Peuerbach zu bauen. Zur Projektausarbeitung wurde wiederum ein eigenes Komitee ins Leben gerufen. Da es gegen dieses Projekt keinerlei Einwände gab, erteilten die Behörden am 13. Oktober 1907 eine Konzession für den „Bau einer mit elektrischer Kraft zu betreibenden normalspurigen Lokalbahn, von der Staatsbahnstation Neumarkt-Kallham nach Waizenkirchen, mit einer Abzweigung nach Peuerbach“.

### Lokalbahn Neumarkt–Waizenkirchen–Peuerbach

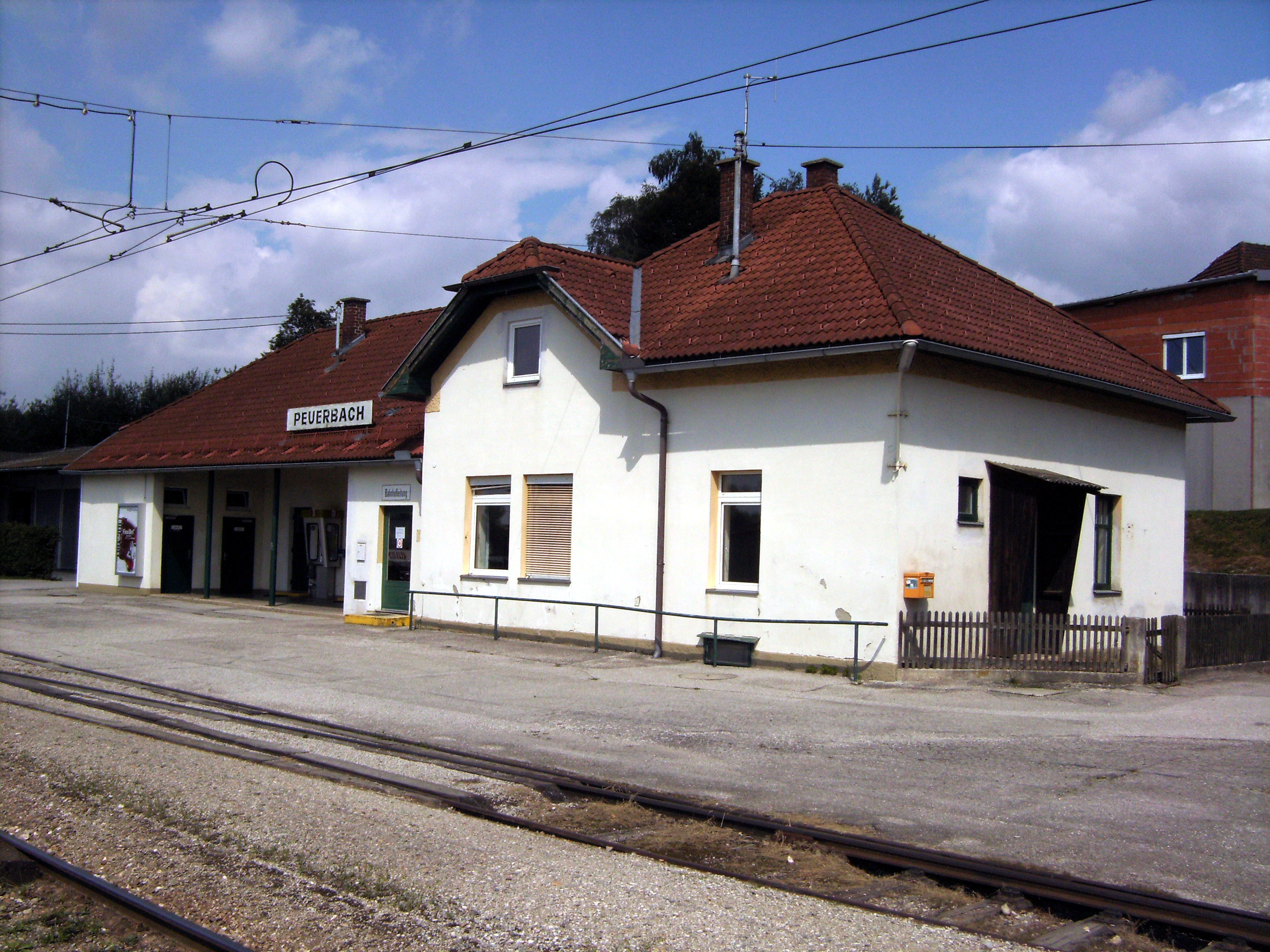
Der äußerlich weitgehend original erhalten gebliebene Bahnhof Peuerbach. (2008) Später wurde das Bahnhofsgebäude abgerissen, um einem Neubau Platz zu machen.

Diese Konzession führte noch im selben Jahr zur Gründung der Neumarkt–Waizenkirchen–Peuerbach AG. Der Bau der Bahn begann ein Jahr später im Mai 1908. Die Projektierung und Bauleitung führte die Firma Stern & Hafferl aus, die in Waizenkirchen, Peuerbach und Niederspaching Stationsgebäude errichten ließ. In Niederspaching und Peuerbach wurde jeweils eine Fahrzeugremise errichtet. Die Stromversorgung wurde durch ein in Niederspaching errichtetes Umformerwerk gesichert. Die gesamte elektrische Ausrüstung dieser Lokalbahn lieferte die AEG-Union. Alle für die Betriebsaufnahme gebauten Fahrzeuge stammten von der Grazer Waggonfabrik. Nach mehreren Monaten Bauzeit konnte die Bahn am 18. Dezember 1908 eröffnet werden.
1919 war eine Fortsetzung der Strecke von Peuerbach nach Neukirchen am Walde sowie nach Engelhartszell geplant. Hr. Fuchsing aus Schärding gründete ein Aktionskomitee, um diesen Ausbau zu verwirklichen. Am 24. Februar 1927 fand eine Versammlung mit etwa 300 Teilnehmern statt. Da die für den Ausbau erforderlichen Geldmittel nicht aufgebracht werden konnten, wurde dieses Projekt nicht realisiert.

### Lokalbahn Linz–Eferding–Waizenkirchen

Der Bauleiter und Initiator Josef Stern

1907 tagte das Aktionskomitee, das für den Bau des eigentlichen Lokalbahnprojektes ins Leben gerufen worden war, erneut. Ingenieur Josef Stern erreichte dabei, dass statt des ursprünglich geplanten Dampfbetriebs die Strecke elektrisch betrieben werden sollte, und erklärte sich bereit, hierüber ein Detailprojekt auf eigenes Risiko und eigene Kosten auszuarbeiten. Dieses Projekt erhielt nach einer Überprüfung der k.k. Staatsbahn-Direktion Linz ein Baukapital von 3,5 Mio. Kronen (knapp 9,5 Mio. Euro). Die Vorschläge von Josef Stern wurden bei einer Sitzung am 4. Mai 1909 angenommen und ein Finanzierungsplan mit dem Ziel erstellt, die Bahn ohne staatliche Subventionen betreiben zu können. Darüber hinaus sollte die Finanzierung mit einer Anleihe von 1,2 Mio. Kronen, Stammaktien um 200.000 Kronen sowie Prioritätsaktien im Wert von 2,1 Mio. Kronen erfolgen. Die Stadt Linz kaufte nach dem Gemeinderatsbeschluss vom 17. November 1909 Prioritätsaktien im Wert von 1,5 Mio. Kronen. Weitere Aktien wurden von verschiedenen angrenzenden Orten und der Allgemeinen Sparkasse Linz erworben. Der Landtag unterstützte die Bahn mit dem Kauf von Stammaktien im Umfang von 200.000 Kronen.
Die Firma Stern & Hafferl erklärte sich bereit, den Bau der Bahn zu übernehmen und den Betrieb zwölf Jahre lang gegen eine Zahlung von 50 Heller pro Zugkilometer zu führen. Somit waren alle Bedingungen für eine Konzessionserteilung beim k.k. Eisenbahnministerium erfüllt.
Vom 6. bis 17. Oktober sowie vom 9. bis 15. Dezember 1908 wurde eine politische Begehung durchgeführt. Zwei Jahre nach dieser Begehung ordnete das Eisenbahnministerium die Konzessionsverhandlungen an.

#### Bahnbau und Eröffnung

Reichsgesetzblatt aus 1911

Lokalbahnhof Linz um 1912

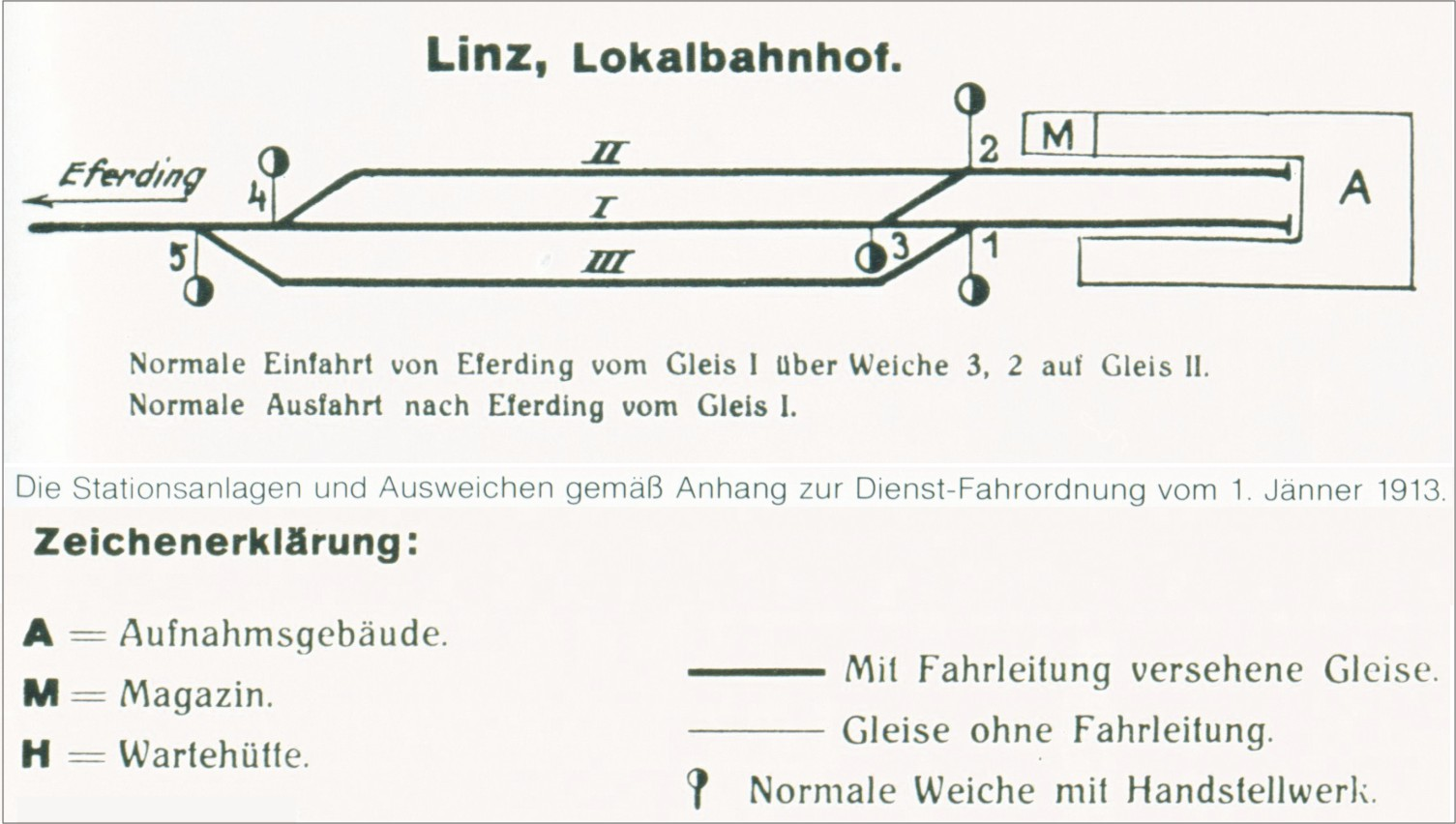
Gleisplan Lokalbahnhof von 1913

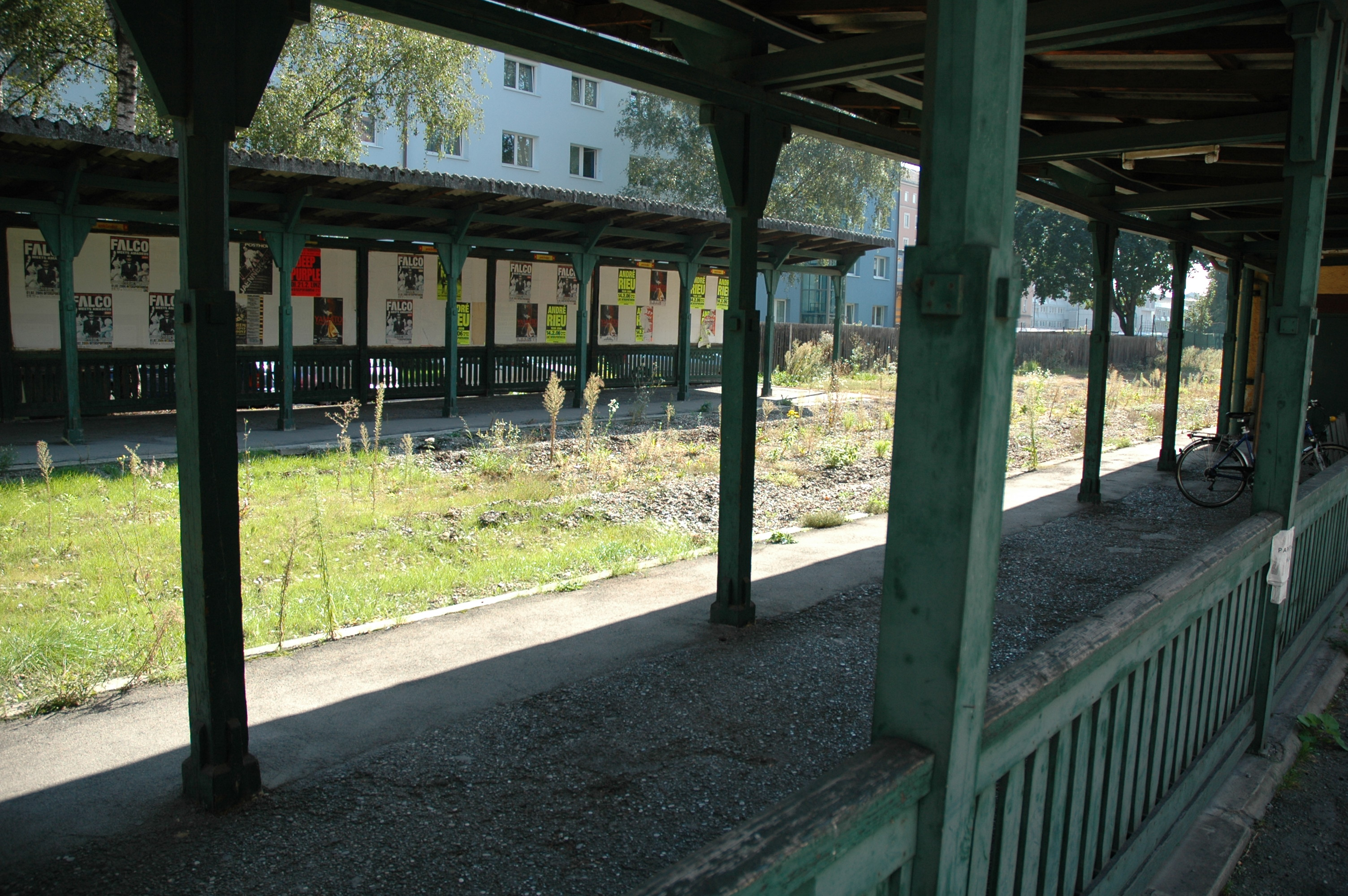
Der „provisorische“ Bahnhof in Linz, Ende des Jahres 2006.

Winterfahrplan 1912/1913 (Bildfahrplan)

Innenansicht eines Unterwerkes (1912)

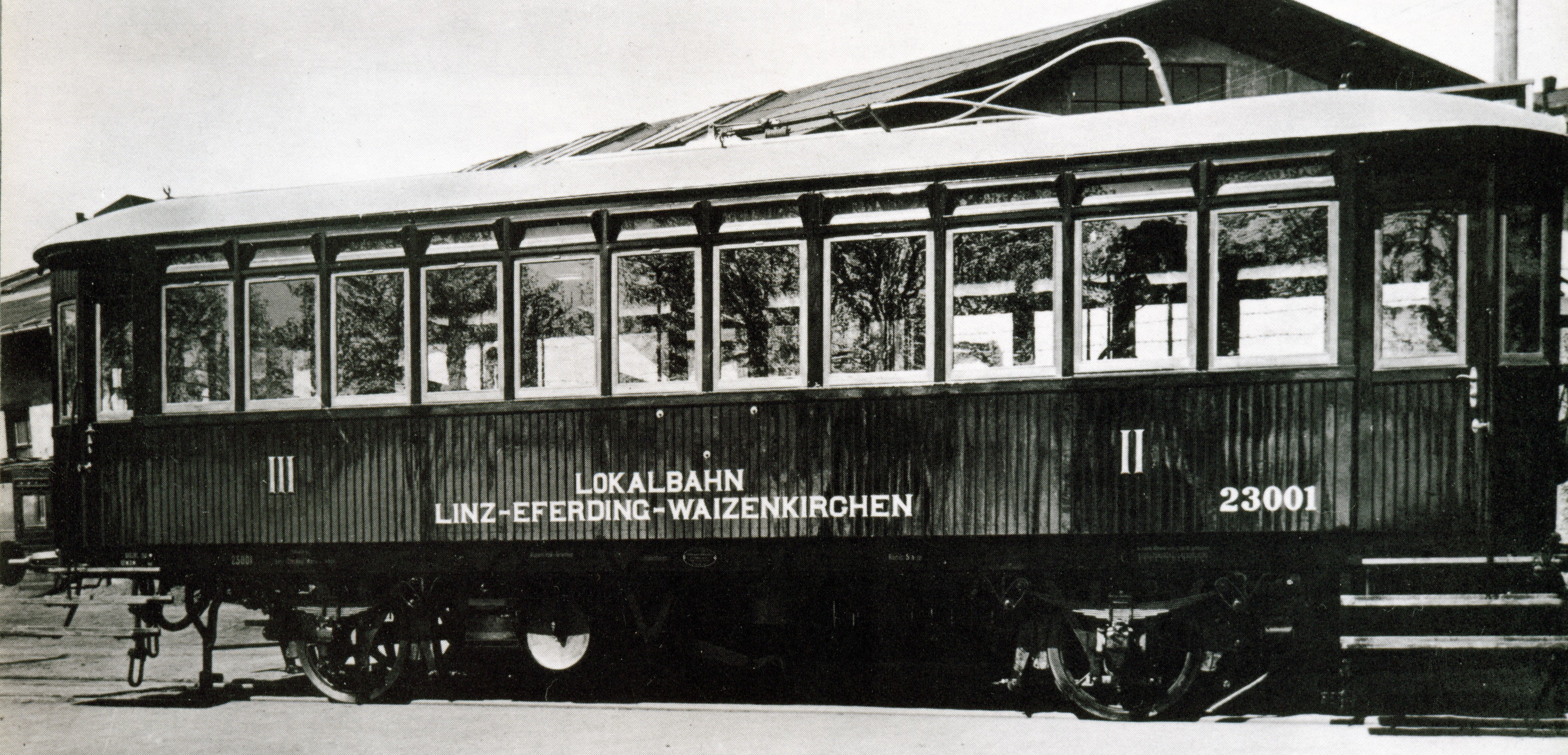
ET 22.105 im Lieferzustand

Aktien der Linzer Lokalbahn (1924)

Alter LILO-Fahrplan (Bildfahrplan)

Nachdem am 12. Jänner 1911 die im Reichsgesetzblatt vom 25. Jänner 1911 verlautbarte Konzession zum Bau und Betrieb „der normalspurigen Lokalbahn von Linz über Eferding nach Waizenkirchen“ erteilt worden war, begann am 1. Dezember desselben Jahres der Bau der Lokalbahn.
Die Firma Stern & Hafferl gab Obligationen im Wert von 1,2 Mio. Kronen in Zahlung, neben denen auch noch einige Prioritätsaktien gekauft wurden. Die Obligationen wandelte man nach der Eröffnung der Lokalbahn in Aktien um. Das knappe Investitionskapital zwang die Bauleitung unter Ingenieur Josef Stern, den Bau so sparsam wie möglich durchzuführen. Deshalb wurde der Ausgangspunkt der Lokalbahn in Linz, die Lokalbahnstation, auf Pachtgrund der Staatsbahn errichtet. Es entstand ein Kopfbahnhof mit zwei Bahnsteiggleisen und einem Nebengleis. Diese als Provisorium gedachte Anlage hielt sich bemerkenswerterweise bis 2005. Nach der polizeitechnischen Überprüfung am 22. Dezember 1911 konnte das erste Teilstück Linz – Eferding am 21. März 1912 in Betrieb genommen werden. Eine offizielle feierliche Einweihung gab es nicht. Weitere Bahnhöfe wurden in Alkoven, Eferding, Prambachkirchen und Waizenkirchen errichtet. An 15 Haltestellen entstanden zudem hölzerne Wartehäuschen.
Umformerwerke in Dörnbach, Eferding und Waizenkirchen sicherten die Versorgung der Bahn mit Gleichstrom mit einer Spannung von 750 V. Eine Remise mit Werkstätte für Wartungen und Reparaturen an den Triebfahrzeugen entstand in Eferding. Auf der gesamten Strecke wurden Vignolschienen auf Holzschwellen verlegt und Holzmasten zum Tragen der Oberleitung aufgestellt. Die gesamte elektrische Ausrüstung stammte von den Siemens-Schuckertwerken in Wien. Die Strecke war ursprünglich für eine Achslast von maximal 11 Tonnen und einer Höchstgeschwindigkeit von 30 km/h ausgelegt.
Der weiterführende Bau des Teilstücks Eferding – Waizenkirchen kam nicht ganz reibungslos voran. Ein verregneter Sommer und schwieriges Terrain bescherten viele Probleme. Trotz dieser Schwierigkeiten konnte das Teilstück termingerecht fertiggestellt werden. Die behördliche Überprüfung fand am 10. Dezember 1912 statt.
Die Linzer Tages-Post blickte in einer Ausgabe vom 13. Dezember 1912 auf den Bau zurück und berichtete über die Fertigstellung:
[…]Am 9. und 10. des Monats hat die polizeitechnische Prüfung der Lokalbahnstrecke Eferding Waizenkirchen stattgefunden und ein vollständig befriedigendes Resultat ergeben, sodass nun trotz aller Hindernisse, die durch ungünstige Witterung und das schwierige Bauterrain herbeigeführt wurden, dank der Energie der Bauunternehmung Stern & Hafferl die Bahnstrecke Linz – Eferding – Waizenkirchen rechtzeitig fertig gestellt erscheint. Die Eröffnung der Bahn findet am Montag den 16. des Monats mit den ab Waizenkirchen um 6 Uhr 7 Min. früh nach Linz und von Linz um 7 Uhr 18 Min. früh nach Waizenkirchen abgehenden Zügen statt, was wir hiermit unter Hinweis auf den gleichzeitig veröffentlichten Fahrplan zur allgemeinen Kenntnis bringen.[…]

#### Betrieb in den Anfangsjahren
Für den Betrieb der Bahn wurden vier Motorwagen, vier Beiwagen, vier Arbeitswagen, 16 Güterwagen und eine Elektrolokomotive bei der Grazer Waggonfabrik in Auftrag gegeben. Nach der Fertigstellung des zweiten Teilstücks wurde die Lokalbahn Linz – Eferding – Waizenkirchen am 16. Dezember 1912 feierlich eröffnet. Am 1. Jänner 1913 übernahm Stern & Hafferl die Betriebsführung einschließlich der Stromlieferung. Die Betriebsleitung befand sich in Eferding.
Eine Fahrt von Linz nach Waizenkirchen dauerte 1912 zirka 130 Minuten. 1912 wurde eine umfangreiche Übersicht aufgestellt, die über die Tarife von Personen- und Güterfahrten aller Art Auskunft gab. Demnach kostete eine einfache Fahrt von Linz nach Eferding 1,50 Kronen, bis Waizenkirchen 2,50 Kronen (beides in der 3. Klasse). Für die 2. Klasse musste man den doppelten Preis bezahlen. Eine Hin- und Rückfahrt kostete das Doppelte einer einfachen Fahrt. Beim Güterverkehr gab es zahlreiche verschiedene Frachtklassen. Der Transport einer Wagenladung Holz oder Steine nach Eferding kostete 32 Kronen. Im ersten vollen Betriebsjahr 1913 wurden 202.445 Personen und 11.825 Tonnen Güter transportiert, was als wirtschaftlicher Erfolg betrachtet wurde.

### Kriegsjahre, Krise und Aufschwung
Der Erste Weltkrieg brachte zunächst keinen Rückgang der Beförderungszahlen, die Fahrzeuge wurden allerdings durch den desolaten Zustand der Gleisanlagen und des Unterbaus sehr in Mitleidenschaft gezogen. Die vorherrschende schlechte Versorgungslage ließ Reparaturen in größerem Umfang nicht zu. Die Lokalbahn führte in dieser Zeit zahlreiche Sonderfahrten durch, bei denen die Stadtbewohner nach Eferding reisten, um dort Lebensmittel zu erwerben. Auch einige Schäden durch Kriegshandlungen erlitt die Bahn.
Das Ende des Kriegs brachte eine drastische Verschlechterung der Wirtschaftslage mit sich. Ein Großteil der Einnahmen blieb aus. Gleise und Oberleitung waren durch Kriegseinwirkungen teilweise beschädigt, zwei von vier Motorwagen defekt und vier Güterwaggons konnten nicht eingesetzt werden, da wichtige Ersatzteile nicht lieferbar waren. Deshalb wurden die täglich verkehrenden Zugpaare zwischen Eferding und Waizenkirchen eingeschränkt, nur die Verbindung Linz – Eferding war von dieser Maßnahme nicht betroffen. Wegen des desolaten Zustands der Anlagen dauerte eine Fahrt von Linz nach Eferding 72 Minuten. Sogar 1912 waren die Reisezeiten kürzer gewesen. Neben den schwierigen geologischen Verhältnissen hatte die Bahn auch noch mit dem schlechten Oberbau zu kämpfen. Deshalb wurden 1936 verschiedene Verbesserungen durchgeführt, was eine Erhöhung des zulässigen Achsdrucks auf 12,5 Tonnen möglich machte.
1919 wurde ein weiterer Motorwagen bei der Grazer Waggonfabrik bestellt, baugleich mit den ursprünglichen Fahrzeugen der Strecke Linz – Eferding – Waizenkirchen, obwohl sich deren hölzerne Konstruktion bisher nicht bewährt hatte. Dieses Fahrzeug wurde als 23.001 in den Bestand eingereiht. Außerdem wurden zwei Personenwagen nachbestellt, die als Cl 4 und Cl 5 bezeichnet wurden. Alle drei Fahrzeuge kosteten, bedingt durch die Inflation, insgesamt vier Millionen Kronen.
1926 wurde die Remise in Eferding verlängert, um den erweiterten Fuhrpark unterbringen zu können. In den 1930er-Jahren führte eine starke Zunahme des Güterverkehrs zu einem Mangel an leistungsfähigen Lokomotiven. Die Zugkraft der vorhandenen Lok 1 reichte nicht mehr aus. Aus diesem Grund wurde 1935 die vierachsige Lokomotive Wöllsdorf III gekauft, die ab 1937 auf der Strecke Linz – Eferding – Waizenkirchen als EL 51.01 zum Einsatz kam. Ab 1933 konnte die Fahrzeit zwischen Linz und Eferding wieder schrittweise verkürzt werden, sie betrug vor 1945 66 Minuten. Ab 1936 konnten erstmals wieder mehr Zugpaare in Verkehr gesetzt werden.
1935 gab es ein Preisausschreiben der Stadt Linz für die Umgestaltung des Lokalbahnhofs. Die aus dieser Aktion gewonnenen Ideen wurden, wie viele weitere Projekte, nie verwirklicht. 1937 feierte man das 25-jährige Jubiläum. Im Jahr 1939 wurde die Lokalbahn Linz–Eferding–Waizenkirchen AG in Linzer Lokalbahn AG umbenannt.
Zu Beginn der 1940er-Jahre kam es durch kriegsvorbereitende Aktivitäten zu einem sprunghaften Anstieg der Beförderungszahlen sowohl im Güter- als auch im Personenverkehr. Der Mangel an Triebfahrzeugen führte sogar zu Überlegungen, Dampflokomotiven anzumieten. Alle Bemühungen zur Beschaffung neuer Fahrzeuge schlugen fehl. 1939 konnten von der Deutschen Reichsbahn lediglich, 50 Jahre alte, ehemalige Wiener Stadtbahnwagen übernommen werden. Zerbrochene Fenster durften aus kriegswirtschaftlichen Gründen nicht repariert, sondern nur durch Sperrholz ersetzt werden. Neben den Personenwagen konnten schließlich auch Elektrolokomotiven erworben werden. Drei Jahre später kamen noch zwei Triebwagen und zwei Personenwagen hinzu. Diese Fahrzeuge besaßen allerdings eine andere Kupplung als die ursprünglichen Fahrzeuge, weshalb sie vorerst nur allein eingesetzt werden konnten. Stern & Hafferl kaufte 1940 eine weitere vierachsige Lok, Wöllsdorf IV, die als EL 51.02 in den Bestand aufgenommen wurde. Ab 21. April 1943 wurde das heute noch gültige Stern & Hafferl-Nummernschema auch auf der Linzer Lokalbahn eingeführt.
1944 ereignete sich in Eferding ein Remisenbrand, dem eine der erst kürzlich erworbenen Loks, zwei Triebwagen und ein Personenwagen zum Opfer fielen. Da vor dem Brand nur drei E-Loks und fünf Triebwagen vorhanden waren, bedeutete dies einen empfindlichen Verlust für die Bahn. Nach diesem Vorfall wurde eine komplett neue Remise errichtet. Als vorübergehende Notlösung mussten von der Hohenfurther Lokalbahn in Südböhmen die beiden Triebwagen ET 184.02 und ET 184.04 sowie die zwei Beiwagen EB 184.06 und 16 angemietet werden. Diese Fahrzeuge besaßen allerdings eine Mittelpufferkupplung, weshalb sie mit den anderen Triebfahrzeugen ebenfalls nicht kompatibel waren. 1951 wurden die angemieteten Fahrzeuge schließlich gekauft.
Die Bombenangriffe auf Linz im Zweiten Weltkrieg zogen auch die Lokalbahn schwer in Mitleidenschaft. Oft wurden Gleise und Fahrleitungen beschädigt. Die Schäden konnten wegen der herrschenden Materialknappheit nur provisorisch behoben werden. Bei Fliegeralarm wurden vom Bahnhof Eferding sofort alle Fahrzeuge abgezogen und auf der freien Strecke unter Baumreihen abgestellt, die Triebfahrzeuge waren aufgrund ihres braunen Anstrichs gut getarnt. Im Jänner 1945 begann die Deutsche Reichsbahn mit dem Bau einer Bunkeranlage und einer dazugehörigen Feldbahn. Diese Anlagen wurden nach dem Krieg wieder abgebaut. Der Krieg stellte enorme Anforderungen an die Lokalbahn. Die Transportkapazitäten reichten nicht aus und die rapide Fahrgastzunahme konnte nicht bewältigt werden. Außerdem mangelte es an Personal, weshalb Frauen nicht nur als Schaffnerinnen, sondern auch als Triebfahrzeugführerinnen eingesetzt wurden. Die vom Verkehrsministerium angeordneten Verdunklungsmaßnahmen erschwerten den Betrieb zusätzlich. Alle Fenster der Motorwagen mussten bestmöglich verdunkelt werden. Zu diesen Problemen kam ein Mangel an Triebfahrzeugen, ein zu schwacher Oberbau und eine unzureichende Stromversorgung. 1944 wurde ein bis heute geltender Rekord aufgestellt – die Lokalbahn beförderte in diesem Jahr 2.790.593 Fahrgäste. Anfang 1945 war auf der Strecke zwischen Linz und Untergaumberg wegen Bombenschäden kein Betrieb möglich, der Betrieb musste vorerst eingestellt werden.

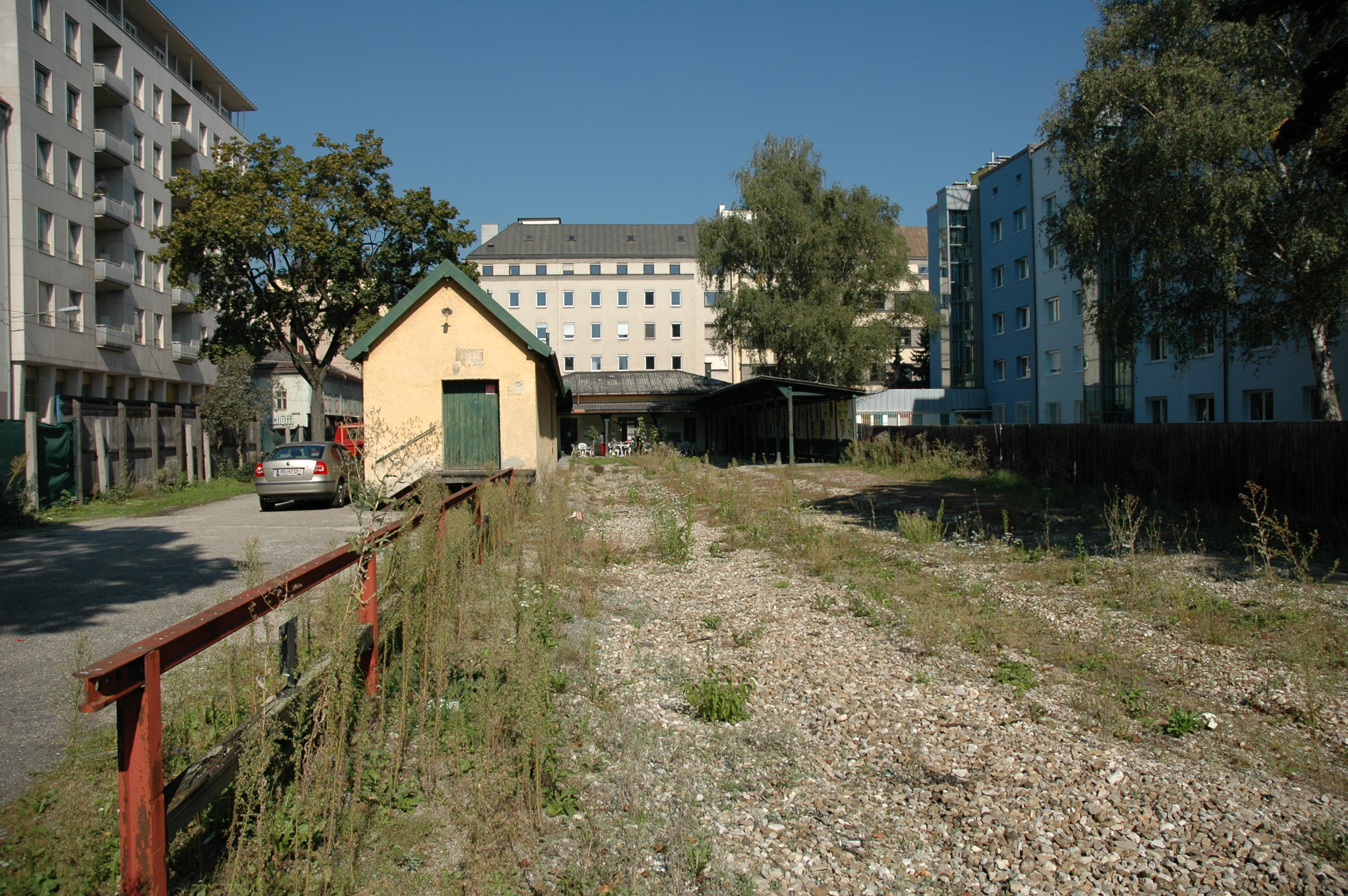
Ehemaliger Bahnhof der LILO in der Coulinstraße.

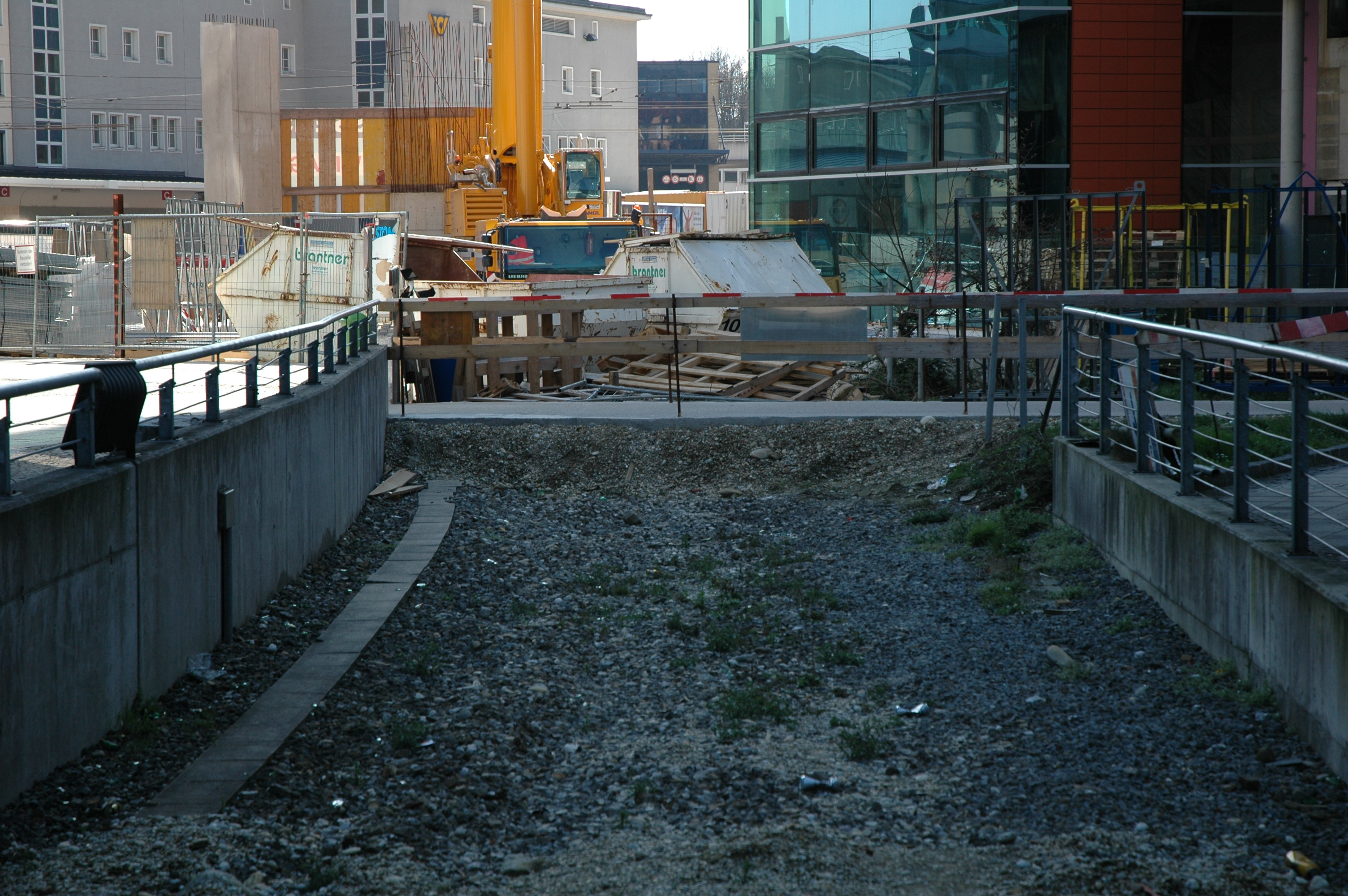
Die Trasse zum alten LILO-Bahnhof in Linz verlief über den späteren Bauplatz des Wissensturms (Baustelle im Hintergrund).

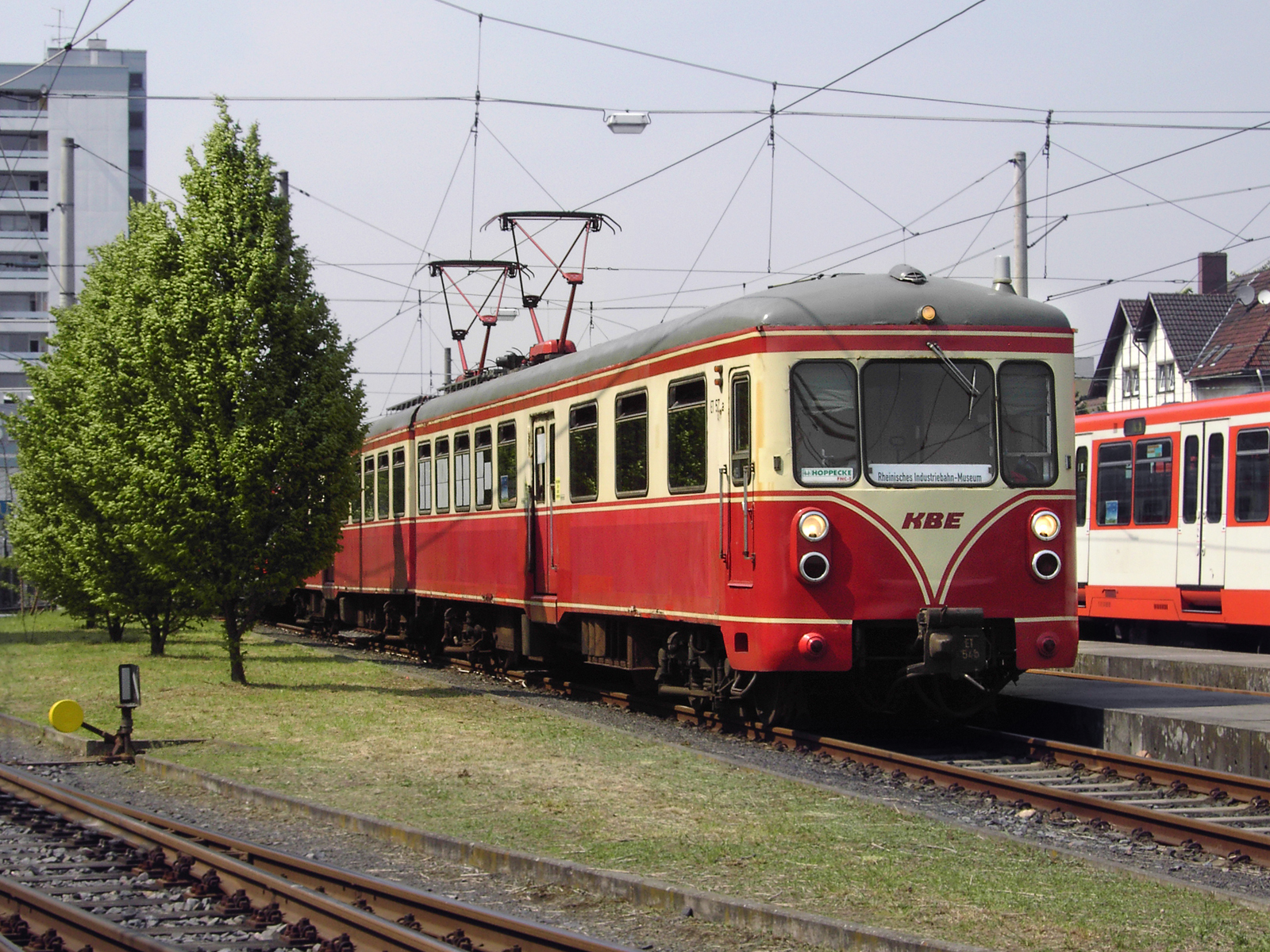
Mehrere solcher Triebwagen wurden von der Köln-Bonner-Eisenbahn (KBE) übernommen. (Gezeigt ist der in Köln museal erhaltene Triebwagen ET 57, in der KBE-Farbgebung.)

### Nach dem Zweiten Weltkrieg
Die US-amerikanischen Truppen besetzten die Betriebsleitung in Eferding und auf dem Bahnhof wurde ein provisorisches Kriegsgefangenenlager eingerichtet. Deshalb war auch dieser Bereich nicht befahrbar und es musste ein Notfahrplan eingerichtet werden, der erst nach der Wiederinstandsetzung des Abschnitts Linz – Untergaumberg geringfügig erweitert werden konnte. Mitte Mai 1945 durften wieder Personenzüge verkehren, allerdings, wie die nach Bedarf eingesetzten Güterzüge, nur mit militärischer Begleitung. Wie nach dem Ersten Weltkrieg kam es zu einem rapiden Anstieg der Reisezeiten.
Nach dem Krieg nutzte die Linzer Bevölkerung die Lokalbahn für die sogenannten „Hamsterfahrten“ um sich in den Gemeinden im Eferdinger Landl mit Nahrungsmitteln einzudecken.
Von 1946 bis 1952 wurde in der Werkstätte Eferding ein Reparaturprogramm für das vorhandene Rollmaterial durchgeführt. Die Motorwagen erhielten statt ihres hölzernen Wagenkastens einen neuen aus Blech. Ab 1952 verfügten alle Personentriebwagen über eine pneumatische Sicherheitsfahrschaltung, wodurch auf einen Beimann verzichtet werden konnte. Durch den teilweisen Einmannbetrieb sanken die Betriebskosten erheblich. Nach der Reparatur der Fahrzeuge und Bahnanlagen konnte die Reisezeit auf der gesamten Strecke wieder deutlich verkürzt werden. Verstärkt verkehrten Eilzüge, die grundsätzlich nicht mehr an allen Haltestellen hielten, aber durch ein Haltewunschsystem wieder an Attraktivität verloren und schließlich eingestellt wurden. Erstmals kam es auch zu Fahrten mit lokbespannten Personenzügen.
In den 1950er-Jahren wurden auch an der Strecke zahlreiche Verbesserungen vorgenommen. In kleinen Schritten wurde der gesamte Oberbau erneuert. Durch den Einbau von neuen Schienen und Weichen mit stärkerem Schienenprofil konnte die Achslast auf 20 Tonnen und die Höchstgeschwindigkeit auf 50 km/h erhöht werden. Außerdem wurden stärkere Holzschwellen eingebaut und das Schotterbett erneuert. Die hölzernen Wartehäuschen ersetzte man durch Neubauten aus Beton und Glas.
Neben diesen Verbesserungen erwarben die Betreiber auch neue Fahrzeuge. Die Linzer Lokalbahn AG bestellte bei der Simmering-Graz-Pauker AG sechs vierachsige Personenwagen und zwei neue Triebwagen, die als ET 22.106 und 107 in den Bestand aufgenommen wurden. Die elektrische Ausrüstung lieferte die ELIN AG. Die Jungfernfahrt dieser Fahrzeuge fand am 22. März 1951 statt, das Linzer Volksblatt berichtete darüber:
„In Anwesenheit von Ing. Stern […] fand gestern nachmittags die Eröffnungsfahrt der neuen dreiteiligen Triebwagengarnitur auf der Strecke Linz — Eferding — Waizenkirchen statt. […] Dass es sich dabei um eine gute Wertarbeit handelte, konnten alle Teilnehmer der Eröffnungsfahrt übereinstimmend feststellen. […] Durch vier 120 PS Motoren angetrieben wird mit einer Höchstgeschwindigkeit von 50 km/h eine 80-prozentige Fahrplanverbesserung erzielt.“ 
Wegen Vermurungen entgleiste am 11. Mai 1954 der Personenzug 6922, ET 22.103 wurde dabei leicht beschädigt. Am 4. August desselben Jahres kam es zu einer Entgleisung des Personenzugs 6929. Das Triebfahrzeug ET 22.103 überstand auch diesen Unfall ohne größere Schäden. Die 3. Klasse wurde in Österreich am 1. August 1956 abgeschafft, die Klassenbezeichnungen wurden entweder auf 2. Klasse umgeändert oder weggelassen. Im selben Jahr lieferte SGP Graz eine in Auftrag gegebene Güterzuglok ab, die die Maschine E 20.006 ersetzte. Die Lok wurde mit der Bezeichnung 20.007 versehen.
In den 1960er-Jahren waren mehrere Neuanschaffungen geplant, die jedoch mangels erforderlicher finanzieller Mittel nicht zu realisieren waren. Hingegen konnten in den 1970er-Jahren von der Köln-Frechen-Benzelrather Eisenbahn sieben Triebwagengarnituren angekauft werden, die nach einer Hauptuntersuchung als ET 22.130–136 und ES 22.230–236 bezeichnet wurden. Die Werkstätte in Eferding und die Voest Alpine arbeiteten die Garnituren auf. Zum 60-jährigen Jubiläum der Bahn wurden die ersten beiden Fahrzeuge der Öffentlichkeit präsentiert. Diese Fahrzeuge stellten fortan die Flaggschiffe der LILO dar, denn sie waren weitaus moderner ausgestattet als die anderen Triebwagen (automatisch schließende Türen, Haltewunschtaste und Scharfenbergkupplung). Da die Motorwagen aus den 1950er-Jahren immer noch unverzichtbar waren und gemeinsam mit den neuen Garnituren im Mischbetrieb eingesetzt wurden, verkürzten sich die Reisezeiten nicht.
In den 1970er-Jahren ereigneten sich mehrere schwere Unfälle, so auch der schwerste Unfall in der Geschichte der Bahn am 13. Oktober 1974 infolge eines Schienenbruchs bei Kilometer 26,3 in der Nähe von Eferding. Der Triebwagen 21.151 wurde dabei so schwer beschädigt, dass das Fahrzeug als irreparabel ausgemustert werden musste.
1971 wurde ein Rekord mit 219.282 Tonnen beförderten Gütern aufgestellt, da die Bahn beim Bau des Donaukraftwerks Ottensheim-Wilhering zum Einsatz kam. Am 1. Dezember 1973 wurde die Florianerbahn, die ebenfalls von Stern & Hafferl betrieben wurde, eingestellt. Im Juli 1977 sorgte ein Werbegag der Lufthansa für Aufsehen, in dem berittene Indianer einen Zug der LILO in der Nähe von Kirchberg-Thürnau „überfielen“. 1978 wurde das Grundkapital der Linzer Lokalbahn AG auf 4,75 Mio. Schilling (etwa 354.200 Euro) erhöht.
Am 17. Mai 1980 fand auf der Linzer Lokalbahn eine vielbeachtete Sonderfahrt mit dem Gläsernen Zug, gezogen von der Stern & Hafferl-Lok E 22.001. 1975 konnte die Reisedauer zwischen Linz und Neumarkt auf 92 Minuten gesenkt werden. Im selben Jahr wurde eine Waschanlage für die Fahrzeuge errichtet.
1987 feierte die Linzer Lokalbahn AG das 75-jährige Bestehen der Bahn mit einem großen Fest. Zu Beginn des Jubiläumsjahres konnten gebrauchte Triebwagengarnituren von der Köln-Bonner Eisenbahnen (Original-Nummern: ET 53, 55, 59, 60) übernommen werden. ET 59 und 60 trafen am 25. Februar, ET 53 und 55 am 29. März im Bahnhof Eferding ein. Alle Fahrzeuge wurden generalüberholt und den geltenden Sicherheitsstandards angepasst. Die Fahrzeuge wurden als ET 22.141 bis 144 in den Bestand der LILO aufgenommen. Beim Festprogramm 75 Jahre Linzer Lokalbahn zählten diese neuen Triebwagen am 11. und 12. September 1987 zu den Hauptattraktionen.
Durch diese Maßnahme konnten alle alten Garnituren ersetzt werden, wodurch sich die Fahrzeiten abermals verkürzten. Außerdem erübrigten sich die bei den Motorwagen notwendigen Rangierarbeiten. Die Lokalbahn Neumarkt – Waizenkirchen – Peuerbach fusionierte am 1. Jänner 1998 handelsrechtlich mit der Linzer Lokalbahn.

Einbindung der LILO in Linz Hbf seit 2005

Immer wieder gab es Überlegungen, die LILO in den Linzer Hauptbahnhof einzubinden. Noch im Jubiläumsjahr 1987 erklärte Karl Zwirchmayr, der damalige Betriebsleiter der Linzer Lokalbahn, in seiner Ansprache: „… wegen der enormen Kosten lässt sich derzeit keine Verwirklichung dieses Projekts absehen …“. 18 Jahre später konnte es schließlich doch realisiert werden: Seit 18. November 2005 hat die LILO ihren Endbahnhof nicht mehr im alten Bahnhofsprovisorium in der Coulinstraße, sondern fährt direkt am Nahverkehrsgleis des Linzer Hauptbahnhofs ein. Der 24 Mio. Euro teure Umbau des Linzer Hauptbahnhofs zum zentralen Umsteigepunkt erforderte einen um zehn Meter in Richtung Bahnhofspark verschobenen Neubau des Bahnhofsgebäudes, um Raum für die Gleise der Lokalbahn zu schaffen. Die neuen Bahnsteige wurden mit Aufzügen und Rolltreppen versehen und barrierefrei ausgebaut. Der alte Lokalbahnhof wurde am 8. November des Jahres 2005 verabschiedet, wobei Sonderfahrten mit dem ET 22.105 und eine Versteigerung des Bahnhofsinventars durchgeführt wurden. Am 18. November desselben Jahres fand die feierliche Eröffnung der Einbindung in den Linzer Hauptbahnhof statt.
Mit der Eröffnung des neuen Ausgangspunktes in Linz ging eine deutliche Verbesserung für die Fahrgäste der Linzer Lokalbahn einher. So bestehen seither bequeme Umsteigemöglichkeiten zur ÖBB, der Straßenbahn Linz, dem Oberleitungsbus Linz und den städtischen Omnibus-Linien. Die Dynamische Fahrgastinformation (Zugzielanzeiger) am Bahnsteig und in den Fußgängertunnels verbesserte die Orientierung für die Fahrgäste.
Voraussetzung für die Einbindung der Linzer Lokalbahn in den Linzer Hauptbahnhof waren neue  Zweisystemfahrzeuge, die ihre Betriebsspannung von 750 V Gleichstrom umschalten können auf 15 Kilovolt Wechselstrom für ÖBB-Stecken um den Hauptbahnhof. Zwischen Linz und Eferding, Linz und Peuerbach sowie Waizenkirchen und Neumarkt wurde 2005 gleichzeitig teilweise ein Taktfahrplan eingeführt. Seit 2005 ist die Strecke für eine Höchstgeschwindigkeit von 70 km/h und 20 t Achslast ausgelegt. In den Jahren 2006 und 2007 wurden weitere Maßnahmen für Barrierefreiheit umgesetzt.
Mit der Errichtung des Straßenbahntunnels unter dem Hauptbahnhof Linz um 2015 erfolgte ein kurzwegiger, regengeschützter Umsteige-Anschluss auch der LiLo.

## Betrieb in der Gegenwart

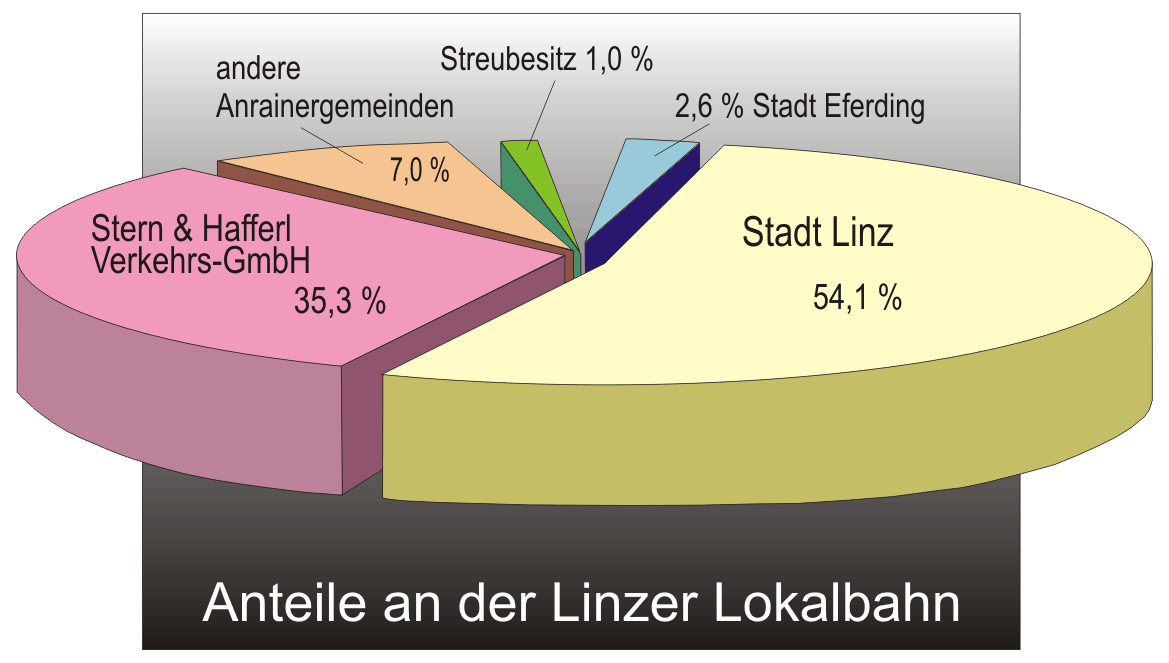
Anteile

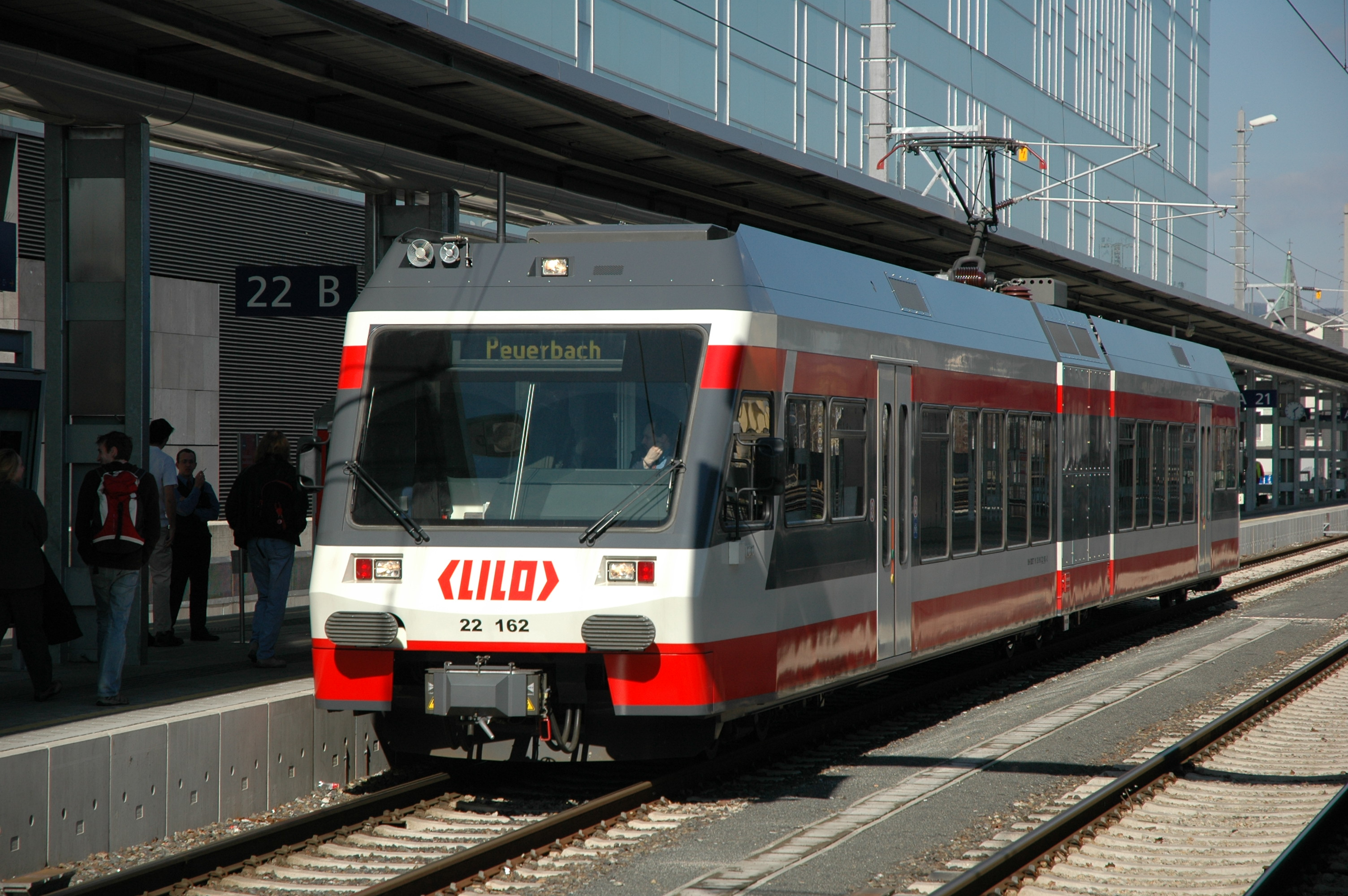
Niederflurgelenktriebwagen Stadler GTW der LILO am Linzer Hauptbahnhof.

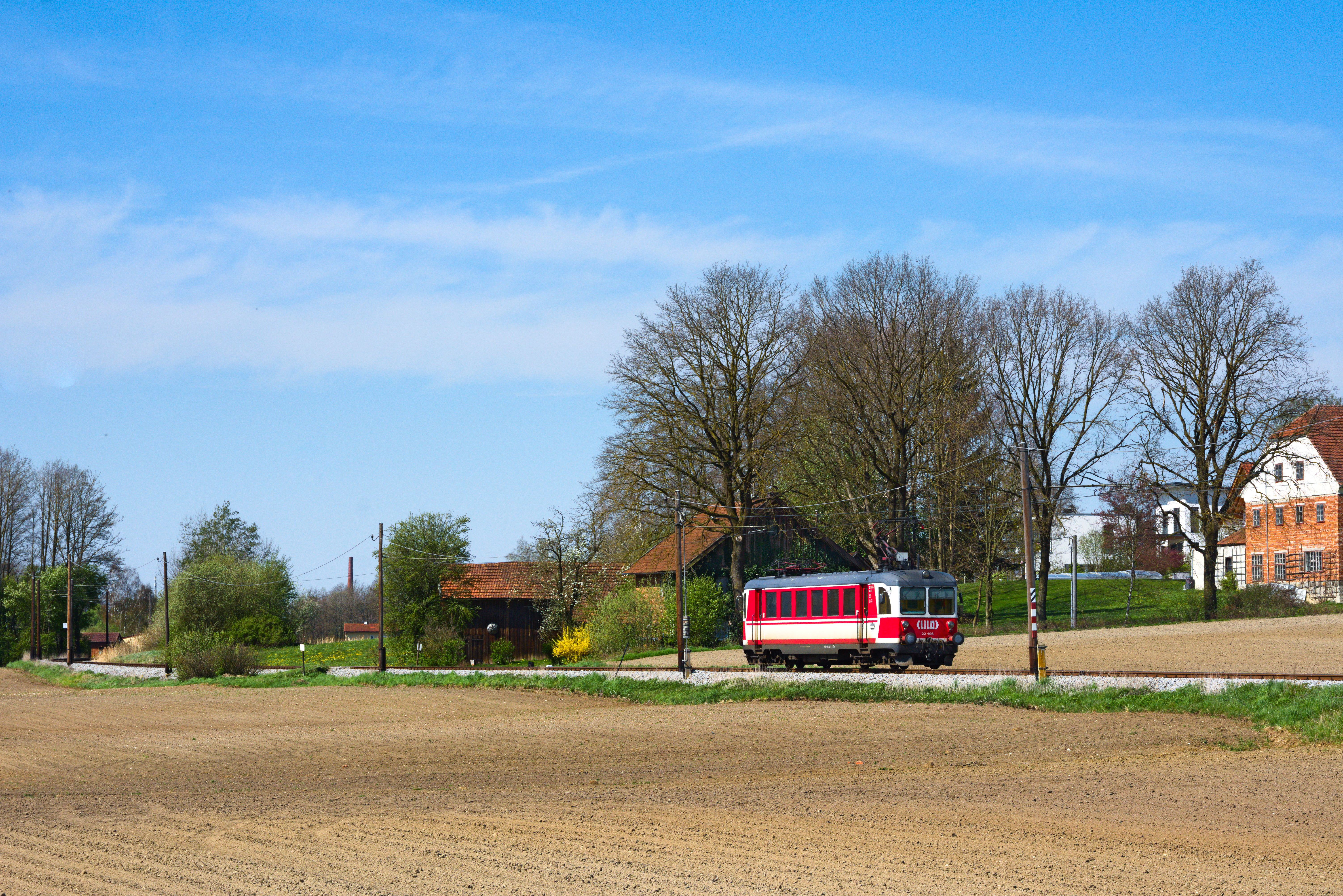
ET 22.106 auf dem westlichen Teil der Lokalbahn zwischen Kledt und Strasshof

Die Linzer Lokalbahn AG ist eine Aktiengesellschaft nach österreichischem Recht mit einem eingetragenen Grundkapital von 690.391 €. Die Anteile befinden sich zu 54,3 % im Besitz der Stadt Linz. Einen weiteren Hauptanteil von 35,3 % hält die Stern & Hafferl Verkehrs-GmbH, der auch die Betriebsführung obliegt. Ein Anteil in Höhe von 2,6 % gehört der Stadt Eferding; jeweils 1,0 % halten die Städte Leonding und Peuerbach. Die restlichen Anteile verteilen sich auf mehrere Anrainergemeinden (5,0 %) oder befinden sich in Streubesitz (1,0 %).
Die Linzer Lokalbahn beförderte im Jahr 2005 über 1,6 Mio. Fahrgäste. Gefahren wird teilweise im Taktfahrplan. Seit der Änderung des Zugfahrplans in Österreich ab 15. Dezember 2013 besteht außerdem die Möglichkeit, von Linz nach Neumarkt-Kallham ohne Umsteigen zu fahren. Zuvor war dies nicht möglich, in Waizenkirchen oder Niederspaching mussten die Fahrgäste in einen anderen Zug wechseln. Der Zugverkehr selbst wird über ein Global Positioning System mit Zugbeeinflussung abgewickelt.
Die Kreuzungsvereinbarungen erfolgen seit 1987 über Funk. Die für die planmäßigen Zugkreuzungen notwendigen Weichen sind als Rückfallweichen ausgeführt und verfügen über eine Weichenheizung. Man erkennt sie an einem blauen Lichtsignal, das leuchtet, wenn die Weiche sich in der Grundstellung befindet. Bis auf die Weichen im Bahnhof Eferding, die mittels Seilzug von einem Stellwerk der Bauart 5007 fernbedient werden können, müssen sie händisch gestellt werden. Sämtliche Weichen von Anschlussbahnen sind in Abhängigkeit eines Sperrschuhs schlüsseltechnisch gesichert.
An 44 Haltestellen wird gehalten, bei 37 davon allerdings nur auf Verlangen durch Handzeichen auf dem Bahnsteig oder Fahrgastmeldung im Zug.
Unfälle reduzierten sich auf wenige umweltbedingte Entgleisungen, bei denen die Fahrzeuge aber nie schwer beschädigt wurden. Zusammenstöße mit Straßenfahrzeugen kommen häufiger vor, hauptsächlich an den nur durch Stopptafeln gesicherten Bahnübergängen.
Im Dezember 2022 wurde Detlef Wimmer vom Aufsichtsrat zum Vorstand der Linzer Lokalbahn AG ab Februar 2023 gewählt.

## Ausbildung
Um Triebwagen- oder Lokführer bei der Linzer Lokalbahn werden zu können, durchlaufen Bewerber grundsätzlich eine Ausbildung im eigenen Haus, unabhängig von einem bereits vorher erlernten oder ausgeübten Beruf. Diese Ausbildung dauert etwa acht Monate und hat folgenden Inhalt: Signal- und Fahrdienstvorschrift, Grundlagen der Elektrotechnik, elektrischer und mechanischer Aufbau der Fahrzeuge, Bremssystem, Bahnstromversorgung und Sicherheitseinrichtungen. Danach folgt der praktische Teil aus Reparaturen an den Triebfahrzeugen (Werkstätte in Eferding oder der Hauptwerkstätte in Vorchdorf) und Ausbildungsfahrten. Danach werden neue Mitarbeiter etwa ein Jahr lang als Schaffner und Zugführer eingesetzt und auf die ÖBB-Prüfung geschult und vorbereitet. Nach erfolgreich abgelegter ÖBB-Triebfahrzeugführer-Prüfung dürfen die Mitarbeiter bis in den Bahnhof Linz fahren.

## Fuhrpark

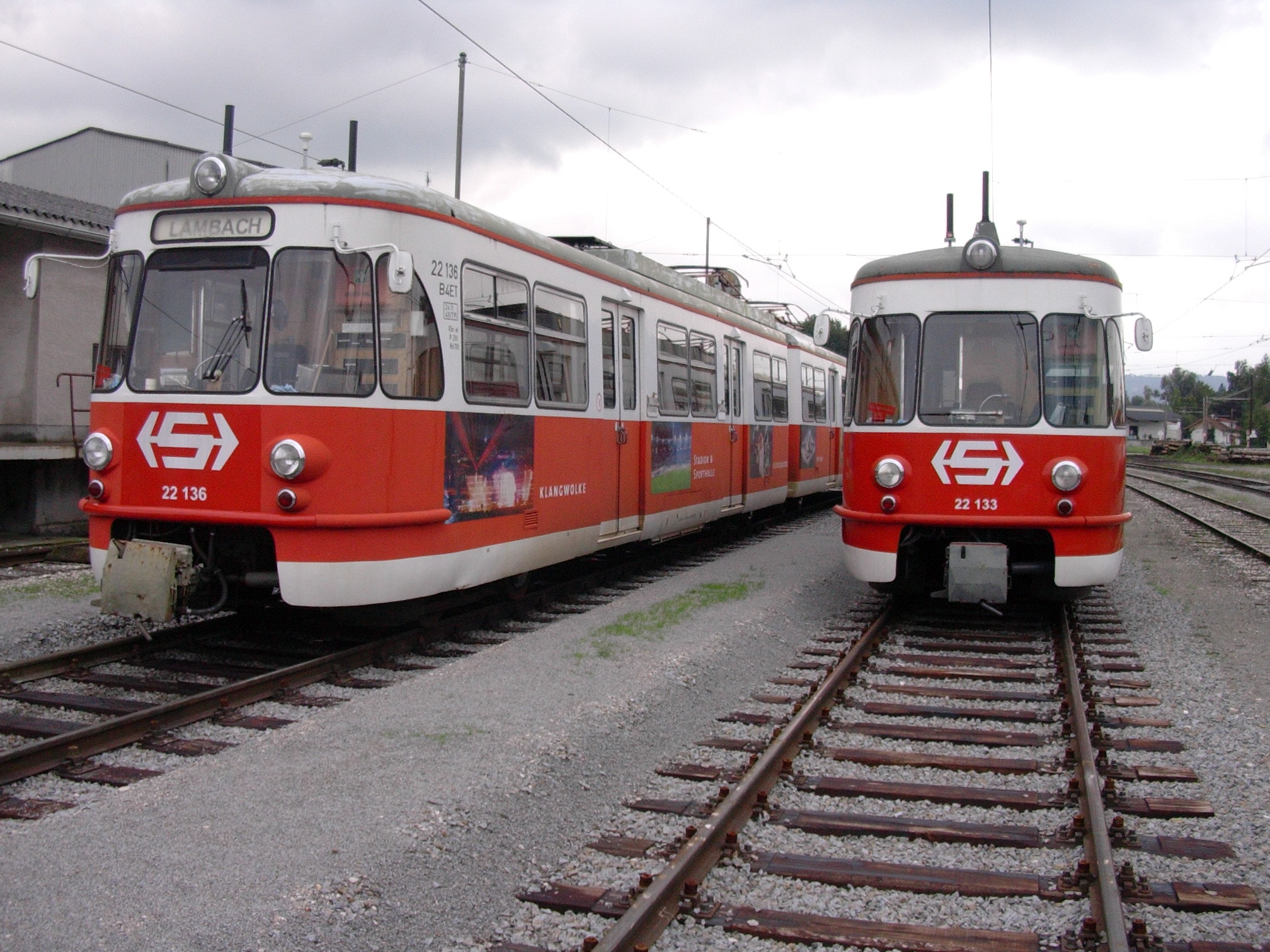
Zwei „Kölner“ in Vorchdorf

Seit 2001 wird die Strecke von Niederflurtriebwagen vom Typ Stadler-GTW befahren, welche die 1970 von der Kölner Verkehrs-Betrieben und 1987 von den Köln-Bonner Eisenbahnen übernommenen Fahrzeuge ersetzen. Die GTW wurden als ET 22.151–164 in den Fahrzeugpark eingereiht. Alle Fahrzeuge besitzen zusätzlich eine Ausrüstung für eine 15 kV 16,7 Hz-Anlage, sind klimatisiert, barrierefrei ausgerüstet und verfügen über 126 Sitz- und 108 Stehplätze. Die Triebwagen besitzen luftgefederte Laufdrehgestelle und automatisch schließende Türen. Zudem ist eine Vielfachsteuerung von bis zu drei Einheiten möglich. Stern & Hafferl installierte zusätzlich in jedem Triebfahrzeug Haltewunschtasten.
Zwischen Peuerbach bzw. Niederspaching und Neumarkt-Kallham wird unter der Woche von Betriebsbeginn bis Mittag entweder der ET 22.106 oder ET 22.107 aus dem Jahr 1951 eingesetzt.
Die LILO verfügt derzeit über vier Elektrolokomotiven und 18 Elektrische Triebwagen auf ihrer Strecke. Zwei weitere ehemalige LILO-Triebwagen wurden nach Vorchdorf verliehen. Drei historische Fahrzeuge blieben als Nostalgiefahrzeuge erhalten. Die Lokomotive 1 „Liesel“ wird heute noch teilweise für Rangierarbeiten verwendet. Die Stadler-GTW stellen die Paradefahrzeuge der Linzer Lokalbahn dar.
Die Reparatur und Wartung der Fahrzeuge besorgt die Betriebswerkstätte in Eferding. Größere Schäden werden in der Hauptwerkstätte von Stern & Hafferl in Vorchdorf behoben. Die Lokalbahn verfügt über vier Remisen, in denen die Fahrzeuge abgestellt werden. Von den einstigen Paradefahrzeugen der Bahn, den Kölner Garnituren, ist nur mehr 22.137 vorhanden, der als Arbeitswagen verwendet wird, vier weitere Wagen sind noch als Reserve im Bestand; alle anderen „Kölner“ wurden in Lambach verschrottet.
| Nr.                 | Herkunft            | Baujahr   | Achsfolge | LÜP       | Gewicht   | V max    | Leistung | Sitzpl./Stehpl. | Bemerkungen                                                                  | Fotos |
| ------------------- | ------------------- | --------- | --------- | --------- | --------- | -------- | -------- | --------------- | ---------------------------------------------------------------------------- | ----- |
| ET 22.151–ET 22.164 | Stadler Rail        | 2000/2005 | 2’+Bo+2’: | 38.200 mm | 57,5/60 t | 120 km/h | 520 kW   | 126/108         | Zweisystemfahrzeuge 750 V = / 15 kV ~                                        |       |
| ET 22.105           | Grazer Waggonfabrik | 1921      | Bo        | 11.500 mm | 1,5 t     | 50 km/h  | 100 kW   | 55/12           | ursprünglich ET 23.001, Nostalgiefahrzeug 1                                  |       |
| ET 22.106           | SGP/ELIN            | 1951      | Bo'Bo'    | 16.900 mm | 39 t      | 70 km/h  | 376 kW   | 56/36           | bis 1988 ET 20.112, zurzeit an Vorchdorferbahn verliehen                     |       |
| ET 22.107           | SGP/ELIN            | 1951      | Bo'Bo'    | 16.900 mm | 39 t      | 70 km/h  | 376 kW   | 52/36           | bis 1994 ET 20.114, Zurzeit an Vorchdorferbahn verliehen                     |       |
| ET 22.109           | Grazer Waggonfabrik | 1908      | Bo        | 11.600 mm | 17 t      | 50 km/h  | 108 kW   | 36/18           | ex ET 21.001,ex NWP ET 21.150, Nostalgiefahrzeug                             |       |
| ET 22.133           | Westwaggon          | 1954      | Bo’Bo’    | 15.750 mm | 24 t      | 60 km/h  | 272 kW   | 49              | ex KFBE 1288, Reservetriebwagen, nach Vorchdorf verliehen                    |       |
| ET 22.136           | Westwaggon          | 1953      | Bo’Bo’    | 15.750 mm | 24 t      | 60 km/h  | 272 kW   | 49              | es KBFE 1290, Reservetriebwagen, nach Vorchdorf verliehen                    |       |
| ET 22.137           | Westwaggon          | 1954      | Bo’Bo’    | 17.150 mm | 25 t      | 60 km/h  | 272 kW   | 48              | ex KBFE 1289, Einsatz als Arbeitstriebwagen 2                                |       |
| E 22.001            | Ganz & Co           | 1915      | Bo’Bo’    | 11.700 mm | 30 t      | 40 km/h  | 192 kW   | –               | Vielfachsteuerung, ehemals Wöllersdorf III, seit 1935 in Betrieb             |       |
| E 22.002            | Grazer W.           | 1912      | Bo        | 6.900 mm  | 19 t      | 25 km/h  | 74 kW    | –               | Nostalgiefahrzeug, ursprünglich Nr.1                                         |       |
| E 22.004            | Ganz & Co           | 1916      | Bo’Bo’    | 11.700 mm | 30 t      | 40 km/h  | 192 kW   | –               | ex E 20.004, Vielfachsteuerung, ehemals POHÉV 5, seit 1945 im Bestand        |       |
| E 22.005            | Ganz & Co           | 1915      | Bo’Bo’    | 11.700 mm | 30 t      | 40 km/h  | 192 kW   | –               | ex E 20.005, Vielfachsteuerung, ehemals Wöllersdorf II, seit 1947 in Betrieb |       |
| ES 22.233           | Westwaggon          | 1954      | 4         | 15.750 mm | 18,5 t    | 60 km/h  | -        | 49              | ex KFBE 2289, Reservewagen, nach Vorchdorf verliehen                         |       |
| ES 22.236           | Westwaggon          | 1953      | 4         | 15.750 mm | 18,5 t    | 60 km/h  | -        | 49              | ex KFBE 2290, Reservewagen, nach Vorchdorf verliehen                         |       |
| Gkklm 22.307        | SGP                 | 1949      | 2         | 10.000 mm | 9,8 t     | 80 km/h  | –        | -               | ex ÖBB, Güterwagen, grün/weiß                                                |       |

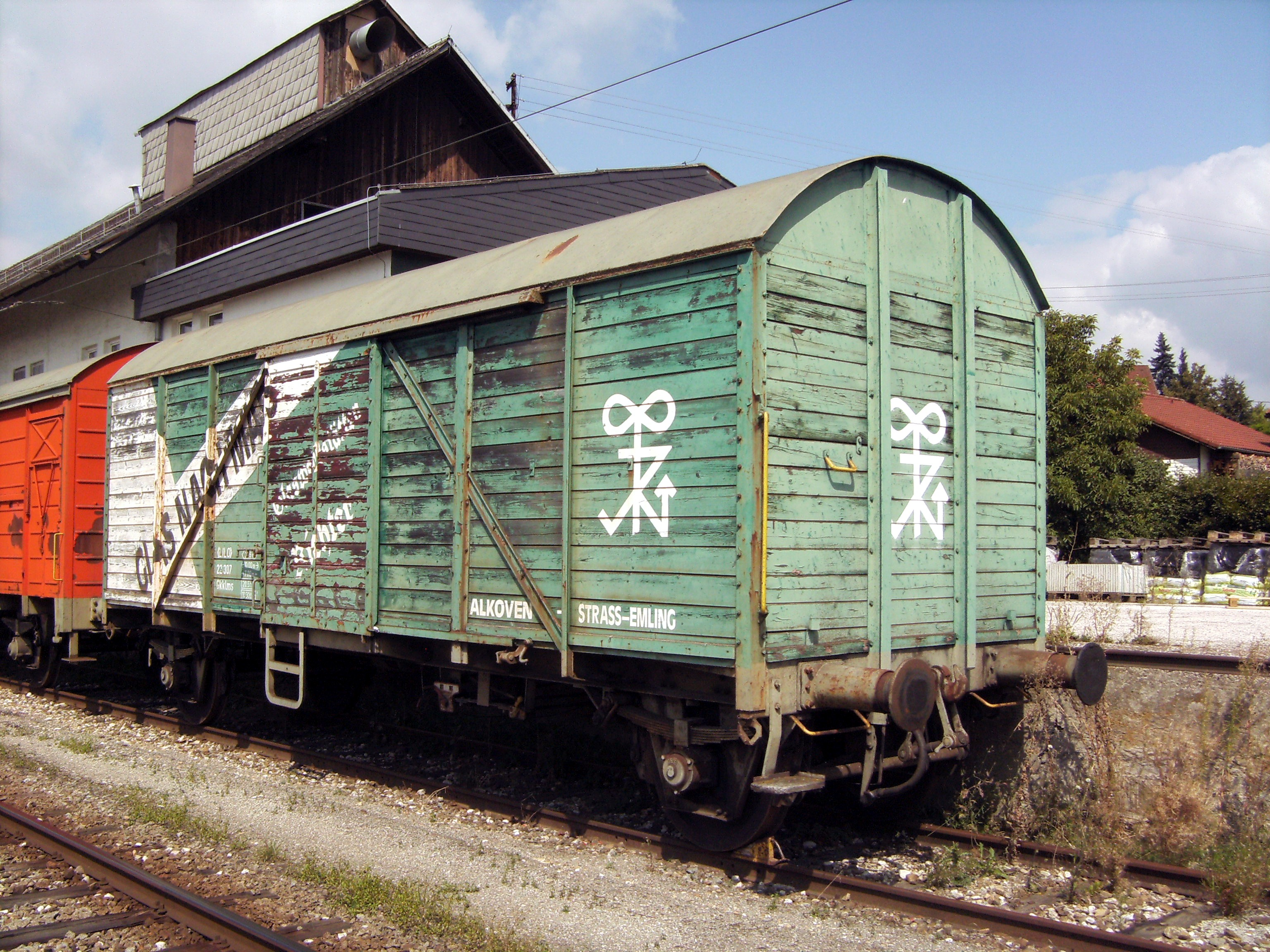
Güterwagen 22.307 in Peuerbach

1 Ab 1943 wurde das Fahrzeug als ET 22.105 bezeichnet. Die Umstationierung des Triebwagens zur Haager Lies im Jahre 1985 führte zur Umbenennung in ET 25.105 und Einsatz auf der Haager Lies. 1995 wurde das Fahrzeug an die Marizeller Museumstramway abgegeben, wo es in den Originalzustand zurückversetzt wurde. Im Jahre 2000 kam der Triebwagen im Austausch gegen ET 22.101 wieder zur Linzer Lokalbahn zurück. Das Fahrzeug trägt heute die Nummer 22.105 und befindet sich im Nostalgiebestand der LILO.
2 ET 22.137 wurde zu einem Arbeitswagen umgebaut, das Fahrzeug verfügt über einen Schmierstromabnehmer. Der rot/elfenbein lackierte ET 22.109 ist mit einer Werbung einer Bäckerei beklebt.
Neben den Triebwagen, Lokomotiven und Beiwagen verfügt die Linzer Lokalbahn nur über wenige Güterwagen, die für den Gütertransport eingesetzt werden. Die meisten ihrer Güterwagen wurden entweder verschrottet oder zu Arbeitswagen umfunktioniert, die für Instandhaltungsarbeiten eingesetzt werden.

Personenzug um 1912

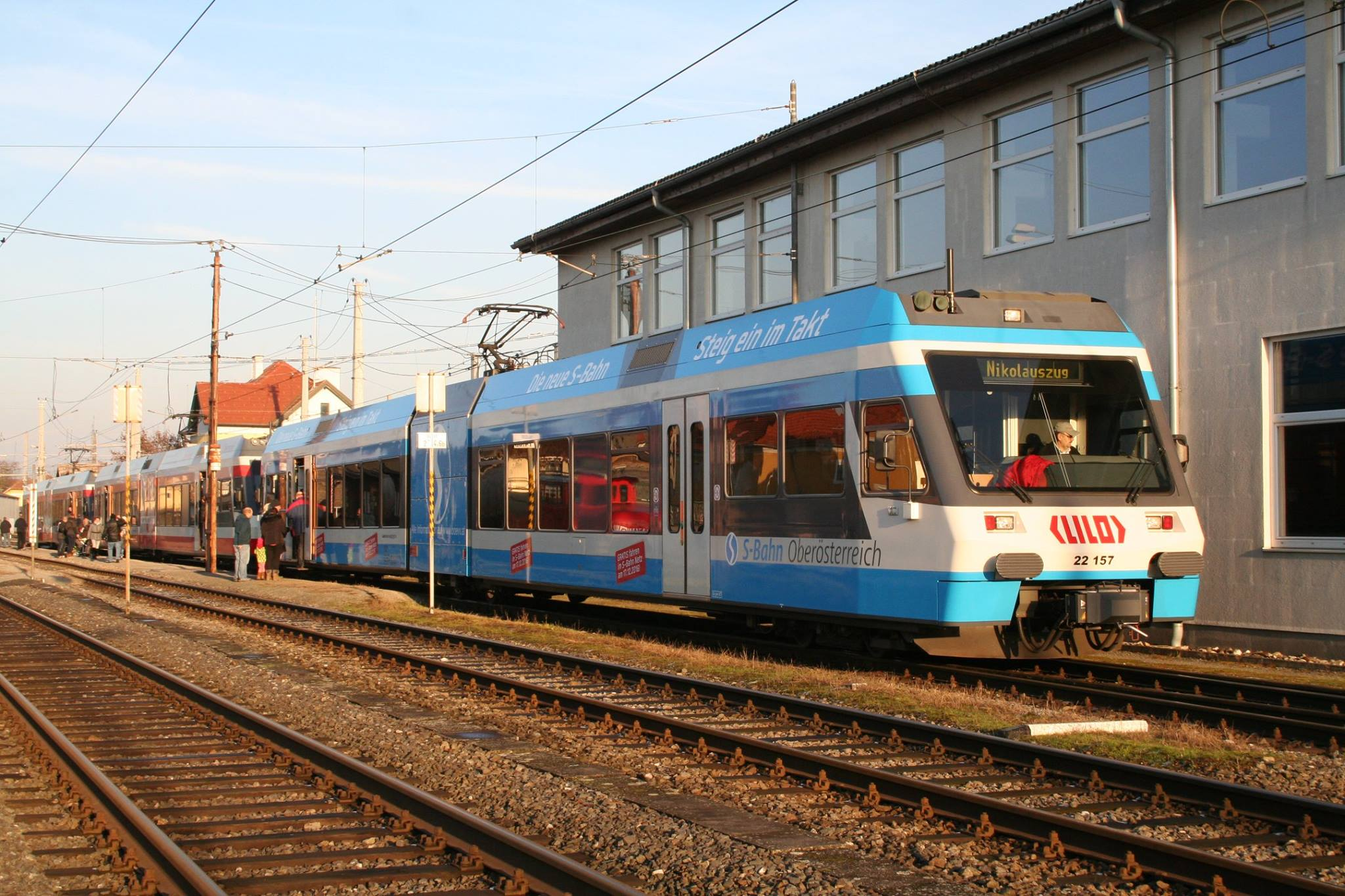
GTW in S-Bahn Beklebung beim Sonderzug des MEC Eferding

### Nummerierung und Beschriftung

Betriebsnummer eines Fahrzeugs der LILO

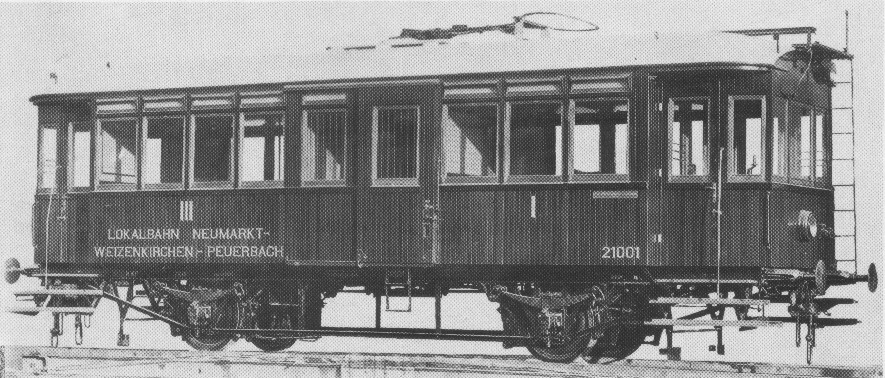
Triebwagen 21.001 (1908)

Lok 1 – Liesel (1912)

E 22.003 um 1916

Typenskizze der Personenwaggons Cl 1–4

Das Nummernschema hat, wie bei allen Fahrzeugen von Stern & Hafferl üblich, fünfstellige Zahlen. Dabei geben die erste und die zweite Stelle den Eigentümer an: 21 stand für die Lokalbahn Neumarkt – Waizenkirchen – Peuerbach und 22 für die Lokalbahn Linz – Eferding – Waizenkirchen. Seit der Fusionierung zur LILO ist nur mehr der Eigentumsvermerk 22 üblich. Die darauf folgenden drei Ziffern (dritte bis fünfte Stelle) geben die Fahrzeugbauart und die Ordnungsnummer an (siehe Stern & Hafferl-Nummerierungsschema)
Vor der Betriebsnummer steht noch ein Buchstabe, der über das Fahrzeug Auskunft gibt. E steht beispielsweise für eine E-Lok, ET für einen Elektrotriebwagen, P für einen Personenwagen und G für einen Güterwaggon. Bahnwagen werden mit X bezeichnet.
Alle Fahrzeuge waren ursprünglich mit dem vollen Namen der Strecke, auf der sie eingesetzt wurden, beschriftet:  – Lokalbahn Neumarkt–Waizenkirchen–Peuerbach AG oder Lokalbahn Linz–Eferding–Waizenkirchen. Diese Aufschriften hatten alle Fahrzeuge des ursprünglichen Bestands, sie waren in goldenen Lettern aus Messing an den Triebfahrzeugen angebracht. Im Jubiläumsjahr 1937 wurde diese lange Beschriftung von der Abkürzung der Streckennamen abgelöst (LEW oder NWP). 1939 wurde diese Beschriftung durch Schilder mit der Aufschrift Linzer Lokalbahn AG ersetzt. Diese Aufschrift wurde oft mit LLB abgekürzt. Diese Abkürzung wurde später durch die heute noch übliche Aufschrift <LILO> ersetzt.
Die ursprünglichen Triebwagen hatten eine braune Lackierung, die Lokomotiven wurden dunkelgrün lackiert. Dieser grüne Anstrich wurde bei allen Loks außer Nr. 1 1975 durch eine rote Lackierung ersetzt. Die heute noch in Originallackierung vorhandene Lok 1 repräsentiert damit den ursprünglichen Zustand der Triebfahrzeuge. Die modernen Triebwagen erhielten das heute noch für Fahrzeuge von Stern & Hafferl typische Farbkleid weiß/verkehrsrot.

### Ursprünglicher Fahrzeugpark
Aus Kostengründen wählte man preisgünstige zweiachsige Triebfahrzeuge. Für die beiden Strecken wurden sie bei der Grazer Waggonfabrik und bei Siemens-Schuckert Wien in Auftrag gegeben.
Die für die Strecke Linz – Eferding – Waizenkirchen gelieferten Motorwagen hatten einen Holzaufbau. Sie verfügten über 16 Plätze in der zweiten Klasse und über 39 Plätze in der 3. Klasse, wobei die Sitzplätze der 2. Klasse gepolstert waren, jene der 3. Klasse verfügten lediglich über Lattenrostbänke. Jedes Fahrzeug besaß zwölf Fenster mit aufklappbaren Oberlichten. Die Plattformen waren nicht verglast, das Fahrpersonal war somit der Witterung ausgesetzt. Die Motorwagen besaßen einen Schleifringfahrschalter, eine Vakuumbremse und eine Handspindelbremse. Eine Tretglocke, eine Dachglocke und ein Signalhorn dienten als Sicherungseinrichtungen. Die Motorwagen wurden als 22.000 bis 22.003 eingereiht, sie erhielten später die Nummern 22.101 bis 22.104.
Auch die Lokomotiven besaßen einen hölzernen Wagenkasten und die elektrische Ausrüstung entsprach prinzipiell der der Motorwagen. Bei der bis heute erhalten gebliebenen Lok (Spitzname Liesel) ist dies noch ersichtlich. Die Lok befindet sich heute im Nostalgiebestand der Linzer Lokalbahn.
Die vier Personenwagen mit einem Gewicht von jeweils nur 6,2 Tonnen hatten ebenfalls einen hölzernen Wagenkasten und verfügten über 38 Sitzplätze der 3. Klasse. Jeder Wagen hatte acht Fenster mit aufklappbaren Oberlichten.
Für die Strecke Neumarkt – Waizenkirchen – Peuerbach wurden 1908 ebenfalls zweiachsige Motorwagen angeschafft. Diese drei Fahrzeuge wurden als 21.001 bis 003 eingereiht. Die Fahrzeuge waren mit einem Lyrastromabnehmer ausgerüstet. Die elektrische Ausrüstung war der der Fahrzeuge der LEW sehr ähnlich. Außerdem wurden auch einige Güterwaggons angeschafft (siehe Tabelle).
| Nr. (orig.)   | Nr.           | Baujahr | Hersteller          | Strecke | Sonstiges                                                           |
| ------------- | ------------- | ------- | ------------------- | ------- | ------------------------------------------------------------------- |
| 21.001–21.003 | 21.150–21.152 | 1908    | Grazer Waggonfabrik | NWP     | bis 1975 im Plandienst; 21.150 (seit 1998 22.109) Nostalgiefahrzeug |
| Cl 1–Cl 2     | 21.201–21.202 | 1908    | Grazer Waggonfabrik | NWP     | bis 1908 im Einsatz                                                 |
| G 1–G 3       | 21.301–21.303 | 1908    | Grazer Waggonfabrik | NWP     | Güterwaggons; 1980 ausgemustert                                     |
| 22.000–22.003 | 22.101–22.104 | 1912    | Grazer Waggonfabrik | LEW     | Motorwagen; 101 und 102 fielen dem Remisenbrand von 1944 zum Opfer  |
| 1             | 22.002        | 1912    | Grazer Waggonfabrik | LEW     | Elektrolokomotive, bis heute erhalten geblieben, Spitzname „Liesel“ |
| Cl 1–Cl 4     | 22.201–22.204 | 1911    | Grazer Waggonfabrik | LEW     | Personenwaggons; 22.201 erlitt einen Brandschaden                   |

## Strecke

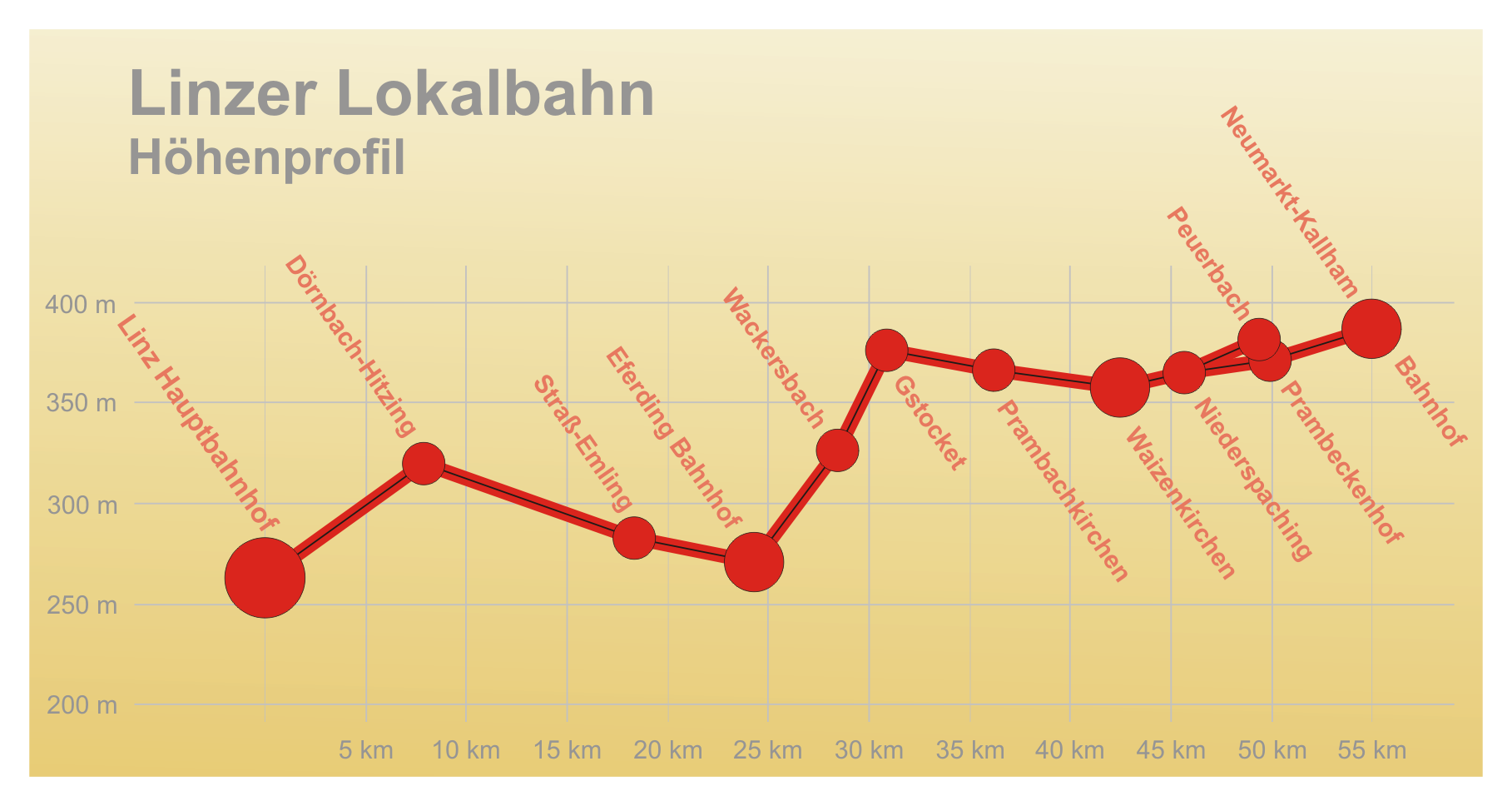
Streckenprofil der LILO

Schaltungsschema der Unterwerke

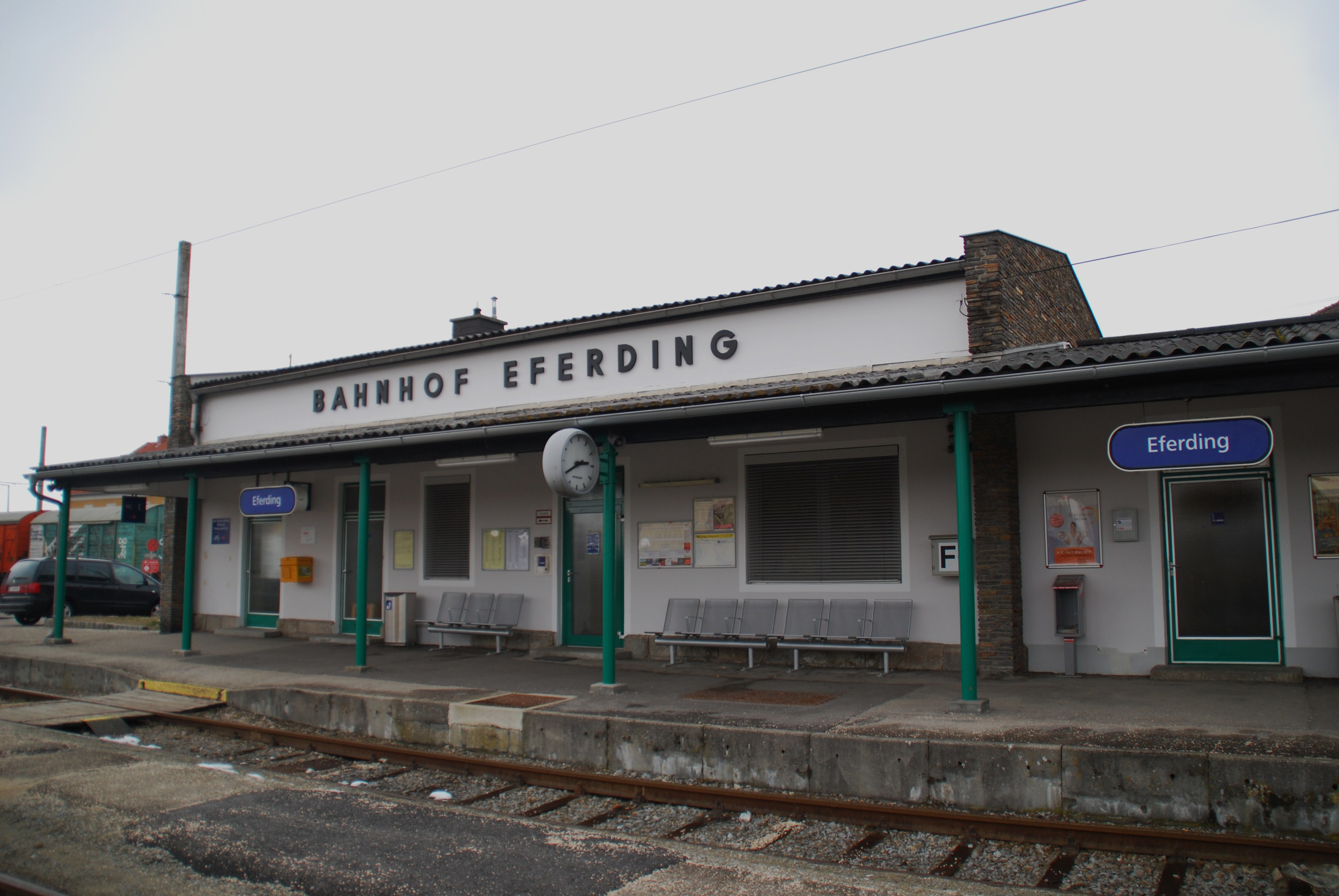
Bahnhof Eferding

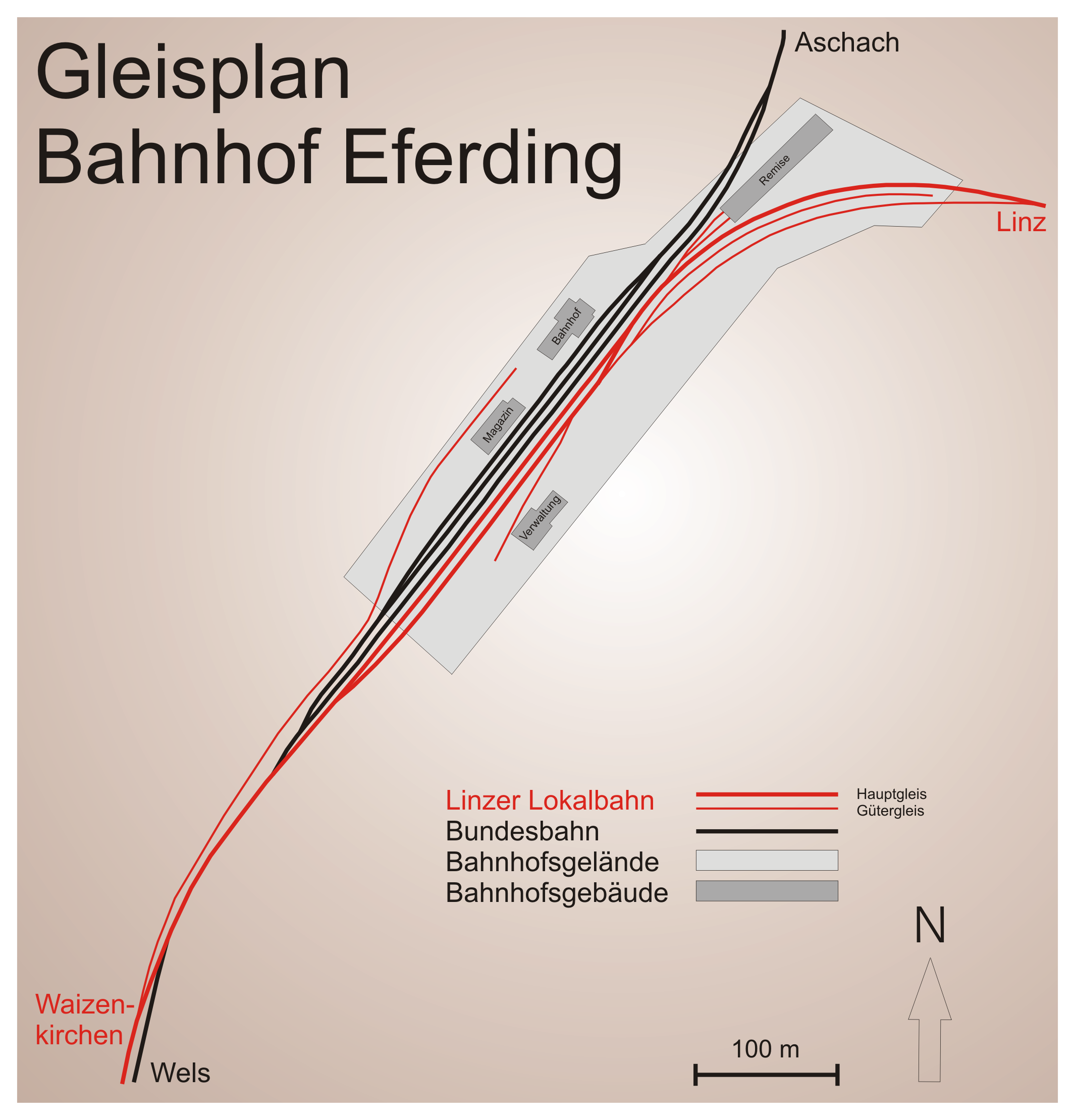
Gleisplan Bahnhof Eferding

### Trassenführung
Die Strecke ist 58,5 km lang und überwindet einen Höhenunterschied von 127 Metern. Die LILO hat insgesamt 44 Haltestellen, es gibt 252 Eisenbahnkreuzungen.
Kreuzungsstellen für Zugbegegnungen befinden sich in Bergham (seit Dezember 2021, davor in Leonding), Hitzing (Dörnbach), Thürnau, Alkoven, Eferding, Prambachkirchen, Waizenkirchen, Niederspaching, Peuerbach und Neumarkt, Güteranschlussgleise in Alkoven, Eferding, Waizenkirchen und Neumarkt. Insgesamt 109 mal queren Straßen und Fahrwege schienengleich die Strecke. Rund ein Viertel dieser Bahnübergänge ist durch Lichtzeichenanlagen gesichert. Zu den Kunstbauten der Strecke gehören neben den Bahnhofsgebäuden in Leonding, Alkoven, Eferding und Peuerbach zwei Straßenunterführungen und vier Straßenüberführungen. An vier Stellen werden größere Wasserläufe mit Brücken oder Durchlässen überquert. Die bei der Eröffnung der beiden Strecken errichteten Kunstbauten sind heute noch weitgehend im Originalzustand vorhanden.
Für die Instandhaltung der Strecke sind einzelne Bahnerhaltungspartien zuständig.

### Elektrische Ausrüstung
Ursprünglich wurde der Wechselstrom, der vom Traunfallkraftwerk produziert wurde, über eine 25.000 V-Leitung zum Umspannwerk in Niederspaching geleitet. Dieses Werk speiste wiederum die drei Umformerwerke mit rotierenden Umformern, die schließlich den Gleichstrom für den Betrieb lieferten. Alle drei Umformerwerke waren baugleich ausgeführt.
Die Fahrleitung bestand ursprünglich aus hartgezogenem Kupfer von 50 mm² Querschnitt. Sie war mit einer zweifachen Isolation gegen Erde versehen und wurde von insgesamt 1450 Holzmasten getragen. 1929 wurde ein Unterwerk mit Quecksilberdampf-Glasgleichrichtern mit 200 Ampere ausgestattet. 1942 erfolgte ein weiterer Austausch der Gleichrichteranlagen. Da diese nicht leistungsfähig genug waren, war es immer wieder zu Spannungsabfällen gekommen. Deshalb wurden zwischen 1968 und 1973 die Unterwerke mit Silizium-Gleichrichteranlagen zu je 1000 A ausgestattet. Den Fahrdraht tauschte man nach starker Abnutzung gegen einen neuen Rillenfahrdraht mit 80 mm² Querschnitt aus, später auch gegen Fahrdraht mit 100 mm² Querschnitt. Er besteht aus der heute üblichen Kupfer-Silber-Legierung.
Die beim Bau der Bahn aufgestellten, ungeschützten Nadelholzmasten wurden nach dem Ersten Weltkrieg durch imprägnierte ersetzt. Nach 1945 stellte man diese Masten auf Mastfüße aus Stahl, die aus Altschienen hergestellt wurden. Mittlerweile wurden diese stählernen Mastfüße durch Betonsockel ersetzt. Alle Masten besitzen heute Aluminiumrohr- und Isolierstoffausleger.
Den für den Betrieb der Lokalbahn benötigten Strom liefert die Energie AG Oberösterreich.

## Fahrplankonzept
Seit November 2005 verkehren die Züge der Linzer Lokalbahn zu bestimmten Tageszeiten, hauptsächlich nachmittags, im liniengebundenen Taktfahrplan. So besteht dann bei der Ankunft in Linz ein exakter 30-Minuten-Takt, in der Gegenrichtung meist ein alternierender 28-32-Minuten-Takt. Diejenigen Kreuzungen in Alkoven, die zwischen Minute 28 und 29 stattfinden, entsprechen genau der in Mitteleuropa üblichen Symmetrieminute. Je nach Beförderungsanspruch liegt der Takt werktäglich bei den Relationen Linz–Eferding zwischen 30 und 60 Minuten, Linz–Peuerbach zwischen 30 und 90 Minuten und Waizenkirchen–Neumarkt bei 120 Minuten mit kurzen Übergangszeiten zu Relationen der ÖBB in Neumarkt. Zu den Stoßzeiten (morgens in Richtung Linz, sowie um 14:00 und 17:00 Uhr in Richtung Eferding) wird ein 15-Minuten-Takt angeboten. Sinngemäß gelten die angegebenen Zeittakte auch für die umgekehrten Relationen Neumarkt–Waizenkirchen, Peuerbach–Linz und Eferding–Linz.
Die Fahrzeit von Linz nach Eferding beträgt 40 Minuten, nach Peuerbach 82 Minuten und mit Umsteigen in Niederspaching Bahnhof (Gemeinde Waizenkirchen) nach Neumarkt 92 Minuten. Somit wird auf der Strecke Linz–Neumarkt eine durchschnittliche Reisegeschwindigkeit von 35 km/h erreicht. Dauerte vor der Fahrplanumstellung 2013 das Umsteigen in Waizenkirchen oder Niederspaching noch 20 Minuten, so muss seitdem keine zusätzliche Zeit einberechnet werden, da die Züge entweder gleichzeitig abfahren, oder überhaupt kein Umstieg mehr nötig ist.
Seit der Fahrplanänderung 2013 fahren die Züge der LILO immer zur 19. und 49. Minute bzw. seit 2014 immer zur 20. und 50. Minute vom Linzer Hauptbahnhof ab. Dieser Taktfahrplan wird außer in den Randzeiten immer eingehalten, am Wochenende (stündliche Fahrten) nur zur 50. Minute.
Zwischen 11:50 und 18:20 Uhr wird zwischen Linz und Peuerbach ein 30-Minuten-Takt angeboten:
Züge, die zur 20. Minute abfahren, fahren nach Peuerbach; die, die zur 50. Minute abfahren, nach Neumarkt-Kallham, wobei in Niederspaching ein Umstieg in einen Zug Richtung Peuerbach möglich ist.
REX-Züge (ehem. Abfahrt um 13:32/15:32/17:32) gibt es seit der Umstellung 2013 nicht mehr, die LILO hält wie, wenn verlangt, in allen Haltestellen.
Im Dezember 2016, beim Start der S-Bahn Oberösterreich, wurde der Taktfahrplan dem S-Bahn-System angepasst, sodass alle S-Bahn-Linien möglichst gleichzeitig den Linzer Hauptbahnhof erreichen bzw. verlassen, um das Umsteigen zu erleichtern.
Mit 1. Jänner 2024 wird die Aschacher Bahn von der dem Land Oberösterreich gehörenden Schiene Oberösterreich GmbH übernommen. Der Abschnitt Eferding–Aschach soll elektrifiziert und in das Liniennetz der Linzer Lokalbahn integriert werden.

## Wirtschaftlichkeit

Transportierte Güter (1978–2005)

Beförderte Personen (1978–2005)

Die Haupteinnahmequelle der Linzer Lokalbahn stellt aktuell der Personenverkehr dar. Güter werden nur mehr selten transportiert, lediglich der Transport von Zuckerrüben bringt zusätzliche Einnahmen. Weil die Bahn keine eigenen Güterwaggons mehr besitzt, werden für diese Rübenzüge jedes Jahr Wagen angemietet. Regelmäßig werden auch Sonderfahrten mit historischen Triebfahrzeugen durchgeführt. ET 22.105 kann für Sonderfahrten mit Rahmenprogramm, Fotohalten und einer Betriebsbesichtigung jederzeit angemietet werden.
Grundsätzlich werden auf der Relation Linz–Waizenkirchen noch Zugbegleiter eingesetzt, probeweise wird auch im Einmannbetrieb gefahren. Im oberen Streckenabschnitt (Waizenkirchen, Neumarkt, Peuerbach) wird regelmäßig im Einmannbetrieb gefahren.
Die LILO beschäftigt 2007 insgesamt 103 Mitarbeiter. Seit 1999 gehört die Bahn zum Linzer Verkehrsverbund (LVV) (seit 2005 Mitglied im Oberösterreichischen Verkehrsverbund (OÖVV)) und genießt dadurch einen angemessenen Kostenausgleich.
Die Einnahmen von etwa 2 Millionen zahlenden Fahrgästen (Stand 2016) und 70.000 Tonnen beförderter Güter (Stand 2005) decken nicht annähernd die Betriebskosten. Die an der Strecke liegenden Gemeinden, allen voran die Städte Linz und Eferding, leisten seit Jahren erhebliche Zuschüsse zum Betrieb der LILO. Andere Anrainergemeinden kommen laut Pressemeldungen dieser Verpflichtung nicht jedes Jahr in voller Höhe nach, was sowohl zu ständigen politischen Diskussionen als auch zu Schwierigkeiten in Bezug auf notwendige Investitionen führt.
Dennoch ist der Betrieb der Bahn Jahr für Jahr dank der gewährten Subventionen gesichert.
In der Gemeinderatssitzung vom 31. März 2004 gewährte die Stadt Linz eine Subvention an die Linzer Lokalbahn AG in Höhe von 290.690 Euro jeweils für die Jahre 2004 bis 2006 für die Aufrechterhaltung des laufenden Betriebs und weiterhin einen Betrag für die Jahre 2004 bis 2007 in Höhe von 1.125.000 Euro pro Jahr für den Ankauf von sechs weiteren Triebwagen und zusätzlich die Bereitstellung von 109.310 Euro für das Jahr 2004 für die Vorfinanzierung der Fahrzeuge. In gleicher Sitzung stimmte die Stadt Linz der Weitergabe der vom Land Oberösterreich voraussichtlich gewährten Bedarfszuweisung in Höhe von 545.000 Euro je Jahr für 2007 und 2008 zu.

## Entwicklung der Fahrgastzahlen
Beförderte die Linzer Lokalbahn 1978 auf der Strecke Linz–Eferding–Waizenkirchen noch knapp über 1,6 Millionen Fahrgäste, sank die Beförderungszahl in den folgenden zehn Jahren kontinuierlich auf weniger als die Hälfte, hauptsächlich zurückgeführt auf einen überalterten Fahrzeugbestand und unattraktive Fahrzeiten. Erst der Einsatz komfortablerer Triebwagengarnituren der Köln-Bonner Eisenbahnen 1987 und die damit verbundene Fahrzeitverkürzung ließen die Fahrgastzahlen wieder ansteigen. Jedoch sollten weitere zwölf Jahre vergehen, bis 1998 annähernd die früheren Zahlen erreicht werden konnten. Zur Jahrtausendwende pendelte sich die Beförderungsleistung wieder auf jährlich 1,6 Millionen Fahrgäste ein. Danach stiegen die Fahrgastzahlen wieder und 2016 wurde die Zwei-Millionen-Marke durchbrochen.